# Scipionyx samniticus
Scipionyx (il cui nome significa "artiglio di Scipione") è un genere estinto di dinosauro teropode vissuto circa 113 milioni di anni fa, durante il piano Albiano del Cretaceo inferiore, in Italia.
Il genere comprende una sola specie, S. samniticus, conosciuta grazie a un unico fossile scoperto nel 1980 da un paleontologo dilettante. Il fossile venne portato all'attenzione della comunità scientifica nel 1993 e descritto ufficialmente nel 1998.
La scoperta di questo esemplare ha avuto un impatto significativo in paleontologia per diversi motivi. Scipionyx è stato il primo dinosauro rinvenuto in Italia, e il suo straordinario stato di conservazione ha permesso di preservare ampie porzioni di tessuti molli fossilizzati, inclusi organi interni come muscoli e intestino. L'esemplare mostra dettagli eccezionali, persino a livello della struttura interna di alcune cellule muscolari e ossee. Per la sua importanza nello studio dell'anatomia dei dinosauri, l'esemplare è stato oggetto di numerosi studi ed è stato soprannominato "Ciro" dalla stampa italiana, che ne ha ampiamente diffuso la notizia.
L'esemplare appartiene a un individuo molto giovane, lungo appena mezzo metro e forse di soli tre giorni di vita. La taglia adulta della specie è sconosciuta. Scipionyx era un predatore bipede che bilanciava il corpo con una lunga coda. È probabile che fosse ricoperto da piume primitive, anche se queste non sono state conservate nel fossile, che manca di qualsiasi traccia di tegumento esterno.
Nelle viscere dell'animale sono stati ritrovati i resti semidigeriti dei suoi ultimi pasti, indicando che si nutriva di lucertole e pesci, probabilmente offerti dai genitori. Numerosi studi hanno cercato di analizzare la disposizione degli organi interni per comprendere il meccanismo respiratorio dell'animale, ma i risultati sono spesso discordanti.
La classificazione di Scipionyx è incerta, poiché il fossile appartiene a un esemplare troppo giovane per permettere una determinazione precisa del suo clade. La maggior parte dei paleontologi lo inserisce tra i Compsognathidae, una famiglia di piccoli celurosauri. Tuttavia, il paleontologo italiano Andrea Cau ha suggerito che Scipionyx potrebbe appartenere ai Carcharodontosauridae o trovarsi appena al di fuori di Spinosauridae, due gruppi di grandi carnosauri.

## Descrizione

### Dimensioni

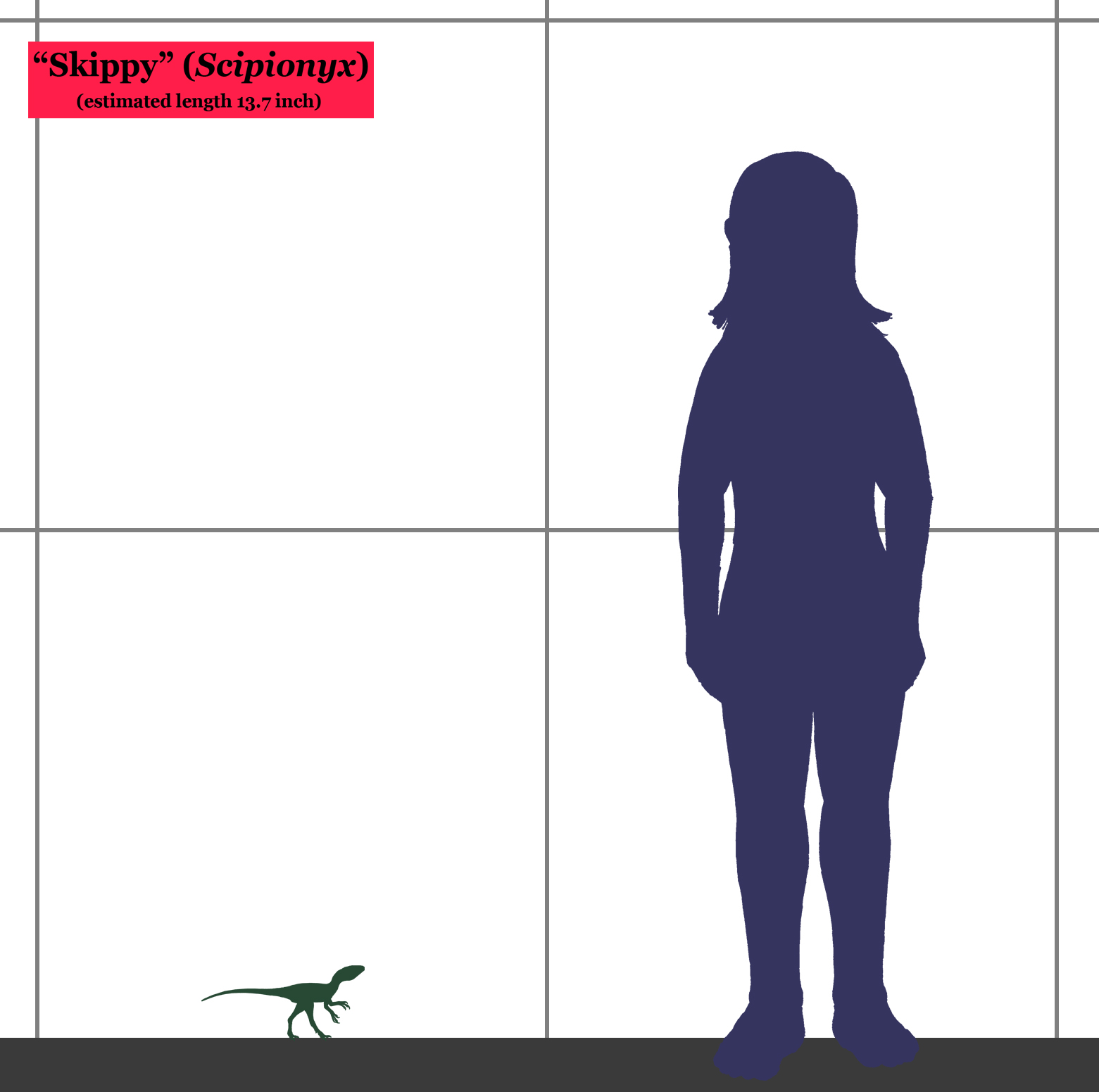
Dimensioni dell'esemplare tipo giovanile rispetto a un essere umano

L'olotipo di Scipionyx appartiene a un individuo estremamente giovane, con una lunghezza conservata di appena 237 millimetri. Nel 2011, Dal Sasso e Maganuco hanno stimato che, considerando anche la porzione mancante della coda, la lunghezza totale dell'animale avrebbe raggiunto i 46,1 centimetri. Sebbene non fosse molto più piccolo rispetto ad altri giovani o embrioni di teropodi noti, come Lourinhanosaurus e Allosaurus (che da adulti raggiungevano dimensioni imponenti), è probabile che Scipionyx, sulla base delle sue presunte affinità con i Compsognathidae, non superasse la lunghezza del più grande membro di questa famiglia, Sinocalliopteryx, che misurava circa 2,37 metri. Le dimensioni del giovane Scipionyx suggeriscono che l'animale si sarebbe adattato all'interno di un uovo lungo circa 11 centimetri e largo 6 centimetri. Questa stima implica un uovo insolitamente grande rispetto alla lunghezza corporea dell'adulto, una caratteristica che ricorda la biologia riproduttiva di alcuni uccelli moderni, come il kiwi. Tuttavia, tale adattamento risulta unico tra i teropodi mesozoici, che tendevano a produrre uova proporzionalmente più piccole rispetto alla loro taglia adulta. Se invece Scipionyx venisse rivalutato come un allosauroide, come suggerito dal paleontologo Andrea Cau, questa apparente discrepanza tra le dimensioni dell'uovo e quelle dell'adulto sarebbe risolta, rientrando così nello schema riproduttivo più comune tra i teropodi mesozoici.

### Costituzione generale
Poiché l'olotipo appartiene a un pulcino di pochi giorni, è difficile ricostruire con precisione l'aspetto dell'animale adulto. Tuttavia, alcune caratteristiche generali possono essere dedotte con un buon grado di attendibilità. Scipionyx era probabilmente un piccolo predatore bipede, con una postura orizzontale parallela al terreno, bilanciata dalla lunga coda. Il collo appariva relativamente lungo e sottile, mentre gli arti posteriori, e soprattutto quelli anteriori, erano ben sviluppati e allungati. Dal Sasso e Maganuco hanno ipotizzato che l'animale fosse ricoperto da un manto di protopiume primitive, simili a quelle osservate in alcuni suoi possibili parenti diretti.

### Tratti diagnostici
Uno studio del 2011 ha identificato otto tratti derivati unici, o autapomorfie, che distinguono Scipionyx dai suoi parenti più stretti. Tra queste caratteristiche, la premascella presenta cinque denti. Nell'area in cui l'osso parietale e l'osso frontale si incontrano, la depressione che ospitava la finestra sopratemporale (un'apertura del tetto cranico) mostra una sinuosa cresta sul postorbitale. Inoltre, il ramo inferiore dell'osso squamosale termina con un'estremità rettangolare. Il polso dell'animale era costituito da sole due ossa sovrapposte: un elemento radiale e un elemento inferiore formato dalla fusione del primo e del secondo carpale. Quest'ultimo elemento aveva una forma a lente, anziché a mezzaluna, era appiattito e si fondeva senza soluzione di continuità. Il primo dito della mano era notevolmente allungato, risultando il 23% più lungo del terzo dito. Un'altra particolarità riguardava l'ileo, il cui bordo anteriore presentava una tacca diretta in avanti e debolmente sviluppata. Infine, il bordo anteriore dell'asta dell'ischio era dotato di un lungo processo otturatorio con un'estremità rettangolare.

### Cranio

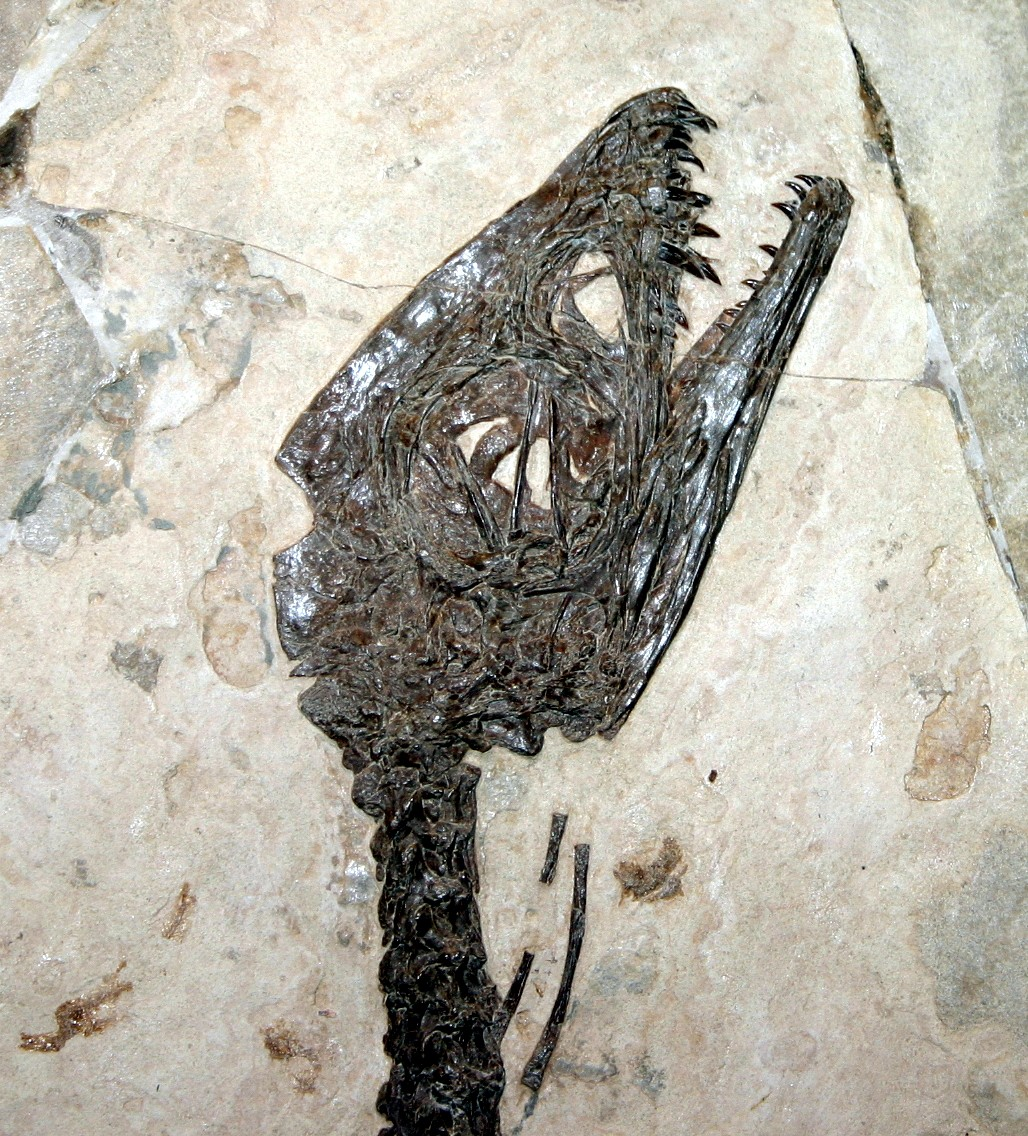
Cranio, Museo Civico di Storia Naturale di Milano

Il cranio dell'olotipo è grande rispetto al corpo, ma corto, con orbite particolarmente ampie, una caratteristica legata alla giovane età dell'esemplare. La fenestra antorbitale, di forma semicircolare, è insolitamente corta e più piccola dell'orbita. Davanti a questa apertura sono presenti due fori minori, la mascellare e la promascellare. Il muso, appuntito, termina con una punta bassa e arrotondata, e la premascella ospita cinque denti. Il mascellare posteriore è profondo, con un ramo anteriore molto corto e sette denti, e la depressione associata alla fenestra antorbitale è delimitata da una cresta. Il lacrimale è robusto e privo di corno, e la sua superficie laterale non presenta fori. Il prefrontale è eccezionalmente grande e costituisce gran parte del bordo superiore anteriore dell'orbita, mentre le ossa frontali sono dotate di una cresta trasversale nella parte posteriore. Tra i frontali e i parietali, il tetto cranico presenta una fontanella a forma di diamante, inizialmente scambiata per un danno al fossile durante la sua preparazione. Internamente, la finestra sopratemporale manca di depressioni ed è delimitata da un alto margine del parietale. La giugale non possiede un ramo verticale anteriore verso il lacrimale, mentre l'osso quadrato presenta un'espansione anteriore a forma d'ala che entra in contatto con lo pterigoideo. Le ossa della scatola cranica sono perlopiù inaccessibili, ma si osserva una piccola apertura per l'orecchio interno, il recessus tympanicus dorsalis. La parte inferiore della scatola cranica è priva di rigonfiamenti o bulla.
La mandibola è diritta e allungata, con l'osso mascellare piuttosto basso. Tuttavia, l'esemplare dà l'illusione di una mascella robusta, poiché la mascella sinistra è visibile sotto quella destra, e ospita dieci denti. Durante la descrizione del 1998, una parte dello splenio fu erroneamente identificata come sopradentario, mentre l'angolare, spostato verso l'alto nel fossile, venne scambiato per il surangolare. Questo errore generò l'illusione di una finestra mandibolare esterna, un'apertura che in realtà non è presente nella parte esterna della mandibola.
Scipionyx presenta una dentatura composta da 5 denti nella premascella, 7 nella mascella e 10 nella mandibola, per un totale di 22 denti per lato e 44 complessivi. Il numero di denti premascellari è particolarmente interessante, poiché nei compsognatidi è generalmente di 4, mentre solo alcuni carnosauri ne possedevano 5. A causa della giovane età dell'esemplare, il ciclo di sostituzione dentale non era ancora iniziato, garantendo una perfetta simmetria dentale tra il lato sinistro e quello destro della mascella. I denti, inoltre, non presentano la tipica forma dei denti dei compsognatidi, caratterizzati da un apice improvvisamente ricurvo; invece, mostrano una curvatura graduale, con i denti più grandi che presentano una sorta di "nodo". Un'altra particolarità è che la fila di denti mandibolari si estende più indietro rispetto a quella mascellare. I denti premascellari sono appuntiti e privi di dentelli. I primi quattro hanno una sezione ovale,  mentre il quinto è più appiattito vicino all'apice. Tra questi, il secondo e il quinto sono i più grandi. I denti mascellari, invece, sono appiattiti e dotati di dentelli sui bordi posteriori. Il secondo e il quarto dente mascellare sono i più grandi, con quest'ultimo che rappresenta il dente più voluminoso dell'intera dentatura. Dei dieci denti mandibolari, i primi due sono piuttosto dritti, a sezione ovale e privi di dentelli. Il terzo dente presenta dentelli alla base e una sommità più piatta. Gli altri sette denti sono progressivamente più ricurvi e appiattiti lungo tutta la loro altezza, con i dentelli che gradualmente raggiungono l'apice.

### Postcrania

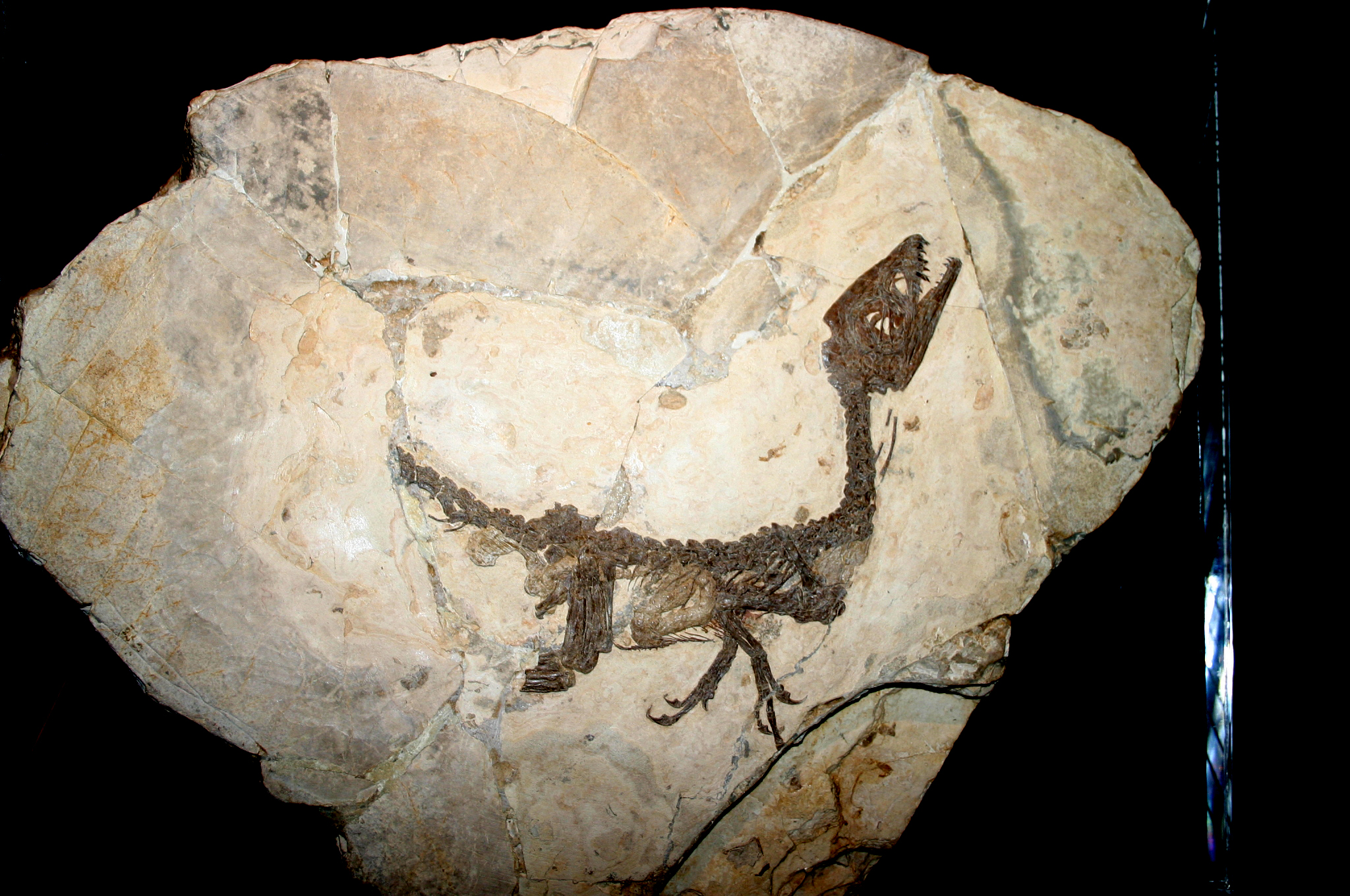
La lastra completa; i pezzi aggiunti da Todesco non sono stati rimossi

La colonna vertebrale include probabilmente 10 vertebre cervicali e 13 vertebre dorsali. Tuttavia, poiché l'esemplare è ancora un cucciolo, la differenziazione tra queste due categorie non è completamente sviluppata, rendendo qualsiasi distinzione piuttosto arbitraria. Sono presenti con certezza cinque vertebre sacrali, mentre il fossile conserva solo nove vertebre caudali, sebbene il numero originale fosse probabilmente intorno a cinquanta. Le vertebre cervicali di Scipionyx sono opistocele, con i centri verticali convessi posteriormente e concavi anteriormente. L'epistrofeo (la seconda vertebra cervicale) è pneumatizzato, presentando uno pneumatoporo, un'apertura che consentiva il passaggio di un diverticolo delle sacche d'aria del collo nella cavità interna della vertebra. Anche la terza, la quarta e la quinta vertebra mostrano la presenza di pneumatopori, ma le vertebre successive ne sono prive. Questo è sorprendente, poiché si era ipotizzato che il processo di pneumatizzazione iniziasse dalle vertebre posteriori per poi procedere verso quelle anteriori. Contrariamente a quanto affermato nello studio del 1998, le coste cervicali (le costole associate alle vertebre cervicali) sono estremamente allungate, con una lunghezza pari a circa tre volte quella dei centri vertebrali.
Le vertebre dorsali non sono pneumatizzate, hanno una forma anfiplata con centri vertebrali a sezione ovale e presentano basse spine con un profilo esagonale. Sui bordi anteriori e posteriori della parte superiore della colonna vertebrale si trova un piccolo processo a forma di becco. Questo elemento, inizialmente interpretato nel 1998 come un complesso iposfene-ipantro ridotto (un sistema di articolazioni vertebrali secondarie comune in molti teropodi), è stato riconsiderato nel 2011 come una coppia di punti di attacco per i tendini, una caratteristica precedentemente identificata nel 2006 in Compsognathus. Una particolarità si osserva nella tredicesima vertebra dorsale, dove i due processi articolari costali, la parapofisi e la diapofisi, si trovano sullo stesso livello, una configurazione insolita. Le cinque vertebre sacrali non sono ancora fuse in un bacino completo, una condizione legata alla giovane età dell'esemplare. Le vertebre della coda sono platycoele, ossia con superfici articolari anteriori concave e posteriori piatte. Presentano spine basse e i chevron, ossa poste sotto la coda, sono inclinati all'indietro.
L'esemplare conserva almeno dodici paia di costole dorsali, sebbene alcuni elementi ossei dislocati potrebbero appartenere a una tredicesima coppia. La terza e la quarta costola presentano estremità inferiori espanse, che in vita probabilmente si connettevano a costole sternali cartilaginee, a loro volta collegate a uno sterno non ancora ossificato nell'individuo olotipico. Il ventre è ricoperto da una serie di diciotto paia di gastralia, o costole ventrali. Inoltre, alcune misteriose strutture simili a fusti, situate vicino agli arti anteriori, sono state interpretate da Dal Sasso e Maganuco come i resti di un diciannovesimo elemento anteriore. Questo elemento sarebbe costituito da due fusti completamente fusi, omologhi agli elementi mediali di una coppia di gastralia. Una struttura simile a uno chevron è stata riportata anche in Juravenator. I gastralia di Scipionyx formano uno schema a spina di pesce: gli elementi mediali sinistro e destro si sovrappongono alle loro estremità biforcute, consentendo al sistema di espandersi e contrarsi per agevolare i movimenti respiratori dell'addome.
La scapola è relativamente diritta, con una lunghezza pari a sei o sette volte la larghezza. La sua estremità superiore è mancante, mentre quella inferiore è collegata a un coracoide di forma semicircolare. La furcula è ampia, con una forma a U e i due rami inclinati a circa 125°. L'arto anteriore è relativamente lungo, con una lunghezza pari al 48% di quella del corpo davanti al bacino. La mano è particolarmente allungata, come tipico dei compsognatidi, sebbene sia relativamente corta rispetto ad altri membri del gruppo. L'omero è diritto e presenta una cresta deltopettorale moderatamente sviluppata. L'ulna è snella e cilindrica, lunga circa il 70% dell'omero. Il polso è composto da due soli elementi: un osso radiale che copre l'estremità inferiore del radio e un osso discoidale al di sotto di esso. Quest'ultimo potrebbe essere un primo carpale inferiore ingrandito o una fusione completa e senza soluzione di continuità del primo e del secondo carpale inferiore. Il metacarpo è compatto e moderatamente allungato, con i tre elementi che rispecchiano le dita corrispondenti. Il primo metacarpo è il più corto e robusto, il secondo è il più lungo e il terzo ha una lunghezza e spessore intermedi. Il terzo dito è insolitamente lungo per un compsognathide, raggiungendo il 123% della lunghezza del pollice. L'articolazione inferiore del primo metacarpo è smussata, causando una leggera deviazione mediale del pollice. L'artiglio del pollice è di dimensioni simili a quello del secondo dito. Gli artigli delle mani sono moderatamente ricurvi.
Nel bacino, l'ileo è corto e piatto, con un profilo superiore leggermente convesso. L'estremità posteriore è rettangolare, mentre il bordo anteriore presenta una punta pendente a forma di uncino. Vicino alla sommità del bordo anteriore si trova una tacca circolare, una caratteristica generalmente considerata una sinapomorfia dei Tyrannosauroidea. L'osso pubico è quasi verticalmente orientato verso il basso, rendendolo "mesopubico" o "ortopubico". È relativamente corto, misurando circa due terzi della lunghezza del femore, e termina con un "piede" corto a forma di mazza da golf. L'ischio è lungo circa tre quarti del pube e inclinato di 54° rispetto ad esso, con un'estremità leggermente espansa. Sulla parte anteriore del corpo centrale dell'ischio è presente un grande processo otturatore a forma di ascia, punto di attacco per il Musculus puboischiofemoralis externus. Questo processo manca della piccola tacca circolare solitamente associata al bordo inferiore del processo e all'asta, una caratteristica che si riscontra in individui con un processo otturatore inferiore di forma triangolare.
Dell'arto posteriore manca la parte inferiore della gamba. Il femore è dritto e robusto, con un piccolo trocantere chiaramente più basso rispetto al grande trocantere, separati da una stretta fessura. Il piccolo trocantere ha una forma ad ala prominente nella parte anteriore. Non sono presenti né un trocantere posteriore accessorio né un quarto trocantere sulla diafisi posteriore. La tibia mostra una cresta cnemica poco pronunciata, separata dal condilo esterno da un solco profondo e stretto, noto come incisura tibiale. Il perone è largo nella parte superiore, ma il suo corpo centrale è sottile e affusolato.

### Tessuti molli

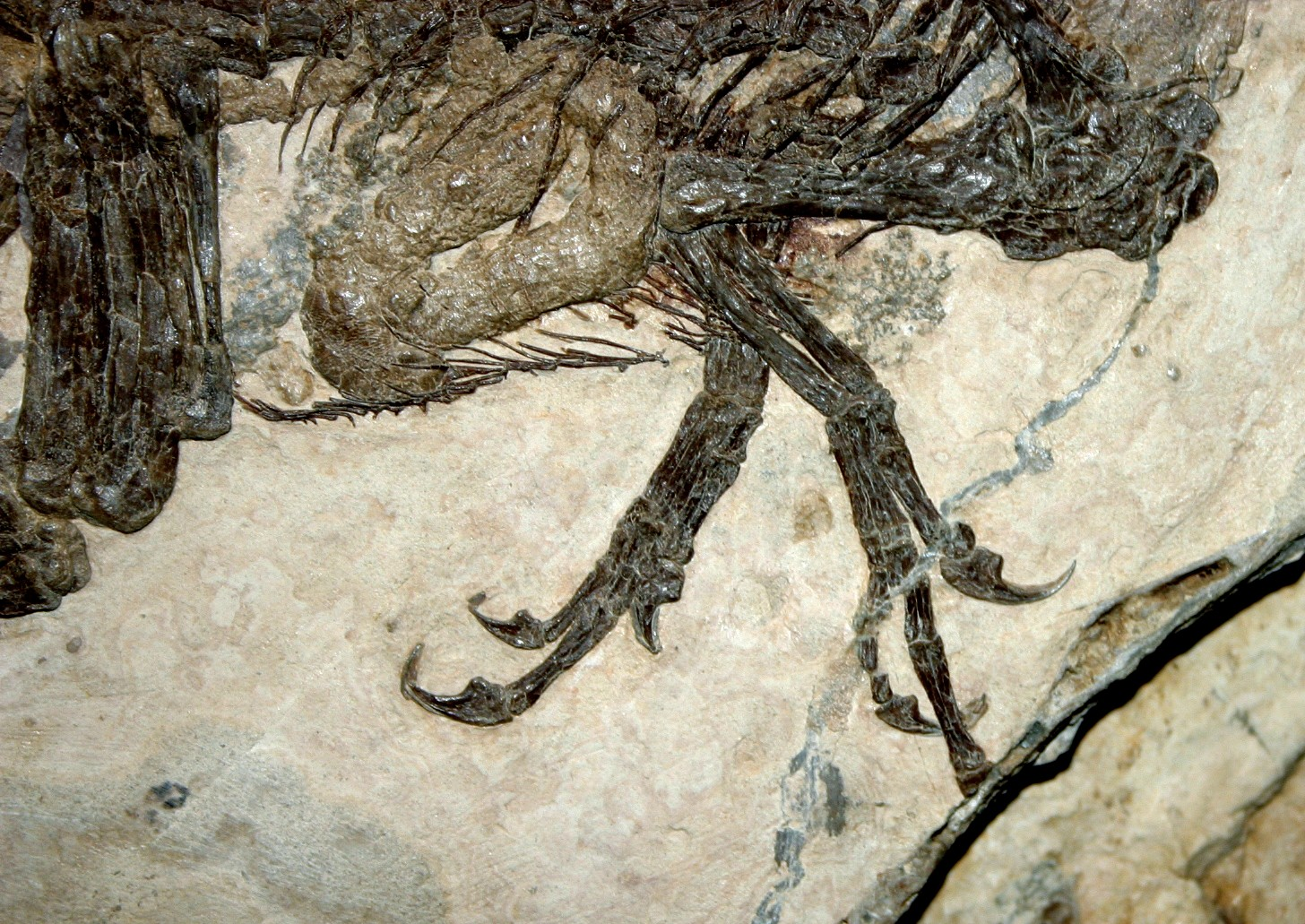
Primo piano degli arti anteriori e della regione intestinale

L'olotipo conserva un'eccezionale quantità di tessuti molli per un dinosauro fossile. Sebbene altri dinosauri, come  Santanaraptor e Pelecanimimus (muscolatura), Juravenator e Aucasaurus (cartilagine),) o Mirischia e Daurlong (intestino), abbiano già mostrato resti di tessuti molli, Scipionyx è unico nel preservare esempi di quasi tutti i principali gruppi di organi interni. Tra questi, si trovano tracce di sangue, vasi sanguigni, cartilagine, tessuto connettivo, tessuto osseo, muscoli, guaine di cheratina, oltre a parti degli apparati respiratorio e digerente. Mancano, invece, tessuto nervoso e pelle esterna, incluse eventuali squame o piume.
I tessuti molli non sono presenti come semplici impronte, ma sotto forma di pietrificazioni tridimensionali, sostituite da fosfato di calcio, con dettagli eccezionali, persino a livello subcellulare. In alcuni casi, sono stati conservati anche resti trasformati dei componenti biomolecolari originari.

#### Tessuto osseo
Il tessuto osseo originale non è più presente, ma la mineralizzazione in fosfato di calcio ha conservato con straordinaria precisione la struttura delle cellule ossee originarie. È possibile osservare i singoli osteociti, inclusi i loro spazi cavi interni e i canaliculi. Inoltre, si sono conservati anche i vasi sanguigni all'interno dell'osso, alcuni dei quali risultano ancora vuoti al loro interno. Su alcune ossa, come quelle del cranio e della mandibola, è ancora visibile il periostio, lo strato esterno che avvolge l'osso.

#### Legamenti e cartilagine
Dalla nona vertebra cervicale al dorso, le articolazioni vertebrali conservano tracce di capsule articolari. In alcuni punti, tra le spine vertebrali, sono visibili sottili legamenti interspinali e sovraspinali. Sei vertebre mostrano chiaramente sincondrosi cartilaginee, un tratto tipico degli individui giovani. I cappucci cartilaginei sono presenti su tutte le articolazioni degli arti, anche quelle più piccole, e risultano particolarmente spessi nelle articolazioni della spalla, del gomito e del polso. La cartilagine ricopre anche il piede pubico, e l'ileo e l'osso pubico sono separati da strati cartilaginei.

#### Sistema respiratorio
Dell'apparato respiratorio si è conservato poco. Non sono state trovate tracce di polmoni né di sacche d'aria. L'unico elemento visibile è un frammento di trachea lungo sette millimetri, in cui sono distinguibili una decina di anelli tracheali. I più anteriori presentano un'apertura nella parte superiore, assumendo una forma a C. Gli anelli hanno una lunghezza media di 0,33 millimetri e sono separati da intercapedini di circa 0,17 millimetri. La trachea è particolarmente sottile, con una larghezza di circa un millimetro, pari a circa la metà di quanto ci si aspetterebbe per un animale delle dimensioni dell'olotipo. È posizionata in basso, alla base del collo, e incorporata nel tessuto connettivo circostante.

#### Fegato, cuore, milza e timo
Nella parte anteriore del torace si osserva un evidente alone rosso, una macchia grossolanamente circolare con un diametro di diciassette millimetri. Nel 1998, è stato ipotizzato che potesse rappresentare i resti in decomposizione del fegato, un organo notoriamente ricco di sangue. Questa ipotesi è stata confermata nel 2011, quando un'analisi al microscopio elettronico a scansione ha rivelato che il pigmento rosso era costituito da limonite, un ossido di ferro idrato, probabilmente derivato dalla trasformazione dell'emoglobina originaria. Inoltre, è stata rilevata la presenza di biliverdina, un componente biliare normalmente presente nel fegato. Il sangue potrebbe aver avuto origine non solo dal fegato, ma anche in parte dal cuore e dalla milza, due organi anch'essi ricchi di sangue, che nei rettili si trovano tra i due lobi del fegato.
Un altro organo toracico potenzialmente identificabile è il timo, che potrebbe aver contribuito a una massa grigiastra di origine organica visibile alla base del collo. Questa massa contiene anche tracce di tessuto connettivo e muscolare.

#### Apparato digerente

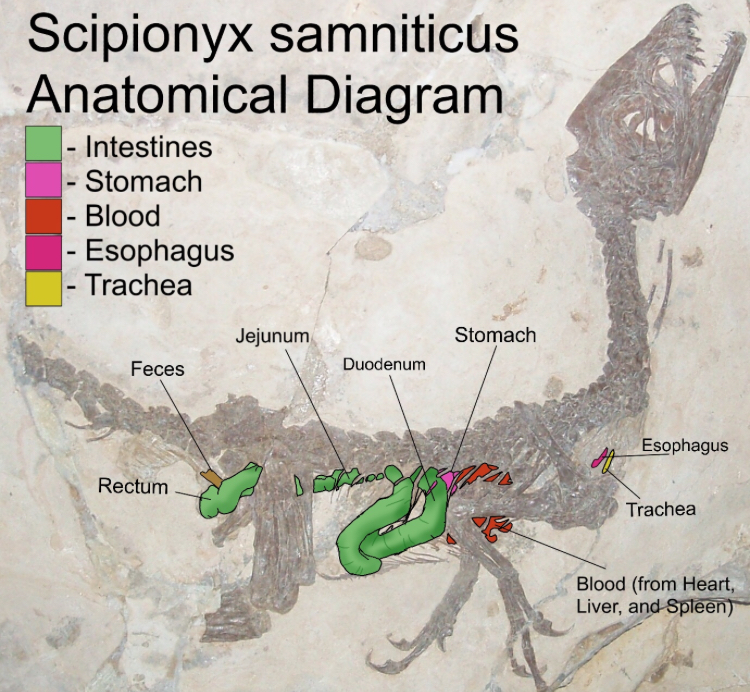
Un diagramma che mostra gli organi conservati nell'olotipo di Scipionyx

Il tratto digestivo può essere in gran parte ricostruito, grazie sia alla conservazione degli intestini sia alla presenza degli ultimi pasti dell'animale. La posizione dell'esofago è indicata da una serie di piccole particelle di cibo distribuite su una lunghezza di cinque millimetri. Sotto la nona vertebra dorsale, la posizione dello stomaco è segnalata da un gruppo di minuscole ossa appartenenti a prede ingerite. L'organo stesso, tuttavia, sembra essersi dissolto a causa dell'azione del proprio acido gastrico poco dopo la morte dell'animale. La posizione arretrata di questi resti suggerisce che lo stomaco fosse strutturato in due parti: un proventricolo, responsabile della secrezione di enzimi digestivi, seguito da un ventriglio muscolare. Non sono stati trovati gastroliti associati al tratto digestivo.
Dietro la presunta posizione dello stomaco si conserva un tratto di intestino molto evidente, identificato come il duodeno. Questo è preservato sia sotto forma di endocalco naturale sia come pietrificazione che conserva dettagli cellulari, inclusi la mucosa e il tessuto connettivo. Il duodeno è ricoperto da vasi sanguigni mesenterici, visibili come tubi cavi lunghi fino a un centimetro e con un diametro compreso tra 0,02 e 0,1 millimetri. Il duodeno forma un'ampia ansa, con una porzione discendente che si dirige verso il basso, in direzione delle gastralia, prima di curvare all'indietro. In questa zona, presenta una curva a gomito le cui pieghe sono chiaramente visibili. La porzione ascendente del duodeno si dirige poi in avanti, terminando visibilmente nei pressi dello stomaco. A questo punto, l'intestino si sposta verso sinistra, in una direzione perpendicolare al piano fossile, rendendo impossibile seguirne ulteriormente il percorso. Accanto al duodeno, e leggermente al di sopra di esso, si trova una parte successiva dell'intestino, interpretata come il digiuno. Questo tratto più sottile si dirige inizialmente all'indietro, parallelamente alla porzione ascendente del duodeno, per poi scomparire sotto di esso in corrispondenza della dodicesima vertebra dorsale. Da qui, si dirige verso l'alto, per poi piegarsi nuovamente all'indietro sotto la colonna vertebrale. Probabilmente, dopo la morte, la sua posizione è stata parzialmente alterata. Il digiuno sembra confluire in un ileo eccezionalmente corto. Una contrazione visibile sotto la tredicesima vertebra dorsale potrebbe indicare il passaggio al retto. Non sembra esserci traccia di un cieco. Il retto procede all'indietro tra i corpi superiori del pube e degli ischi, per poi curvare verso il basso parallelamente all'ischio. Alla fine del tratto, torna verso l'alto, dove sono ancora presenti resti di feci. La cloaca non si è conservata, ma Dal Sasso e Maganuco hanno ipotizzato che si trovasse in una posizione piuttosto bassa, vicino ai piedi ischiatici, e che una valvola rettocoprodaea separasse feci e urina.
Tra il bordo anteriore delle aste pubiche e la parte posteriore dell'intestino si osserva un ampio spazio vuoto. Inoltre, il retto appare in una posizione insolitamente alta, come se fosse spinto verso l'alto da qualcosa. Secondo Dal Sasso e Maganuco, questo spazio sarebbe stato occupato, in vita, dal sacco vitellino del piccolo. Nei rettili neonati, infatti, il tuorlo non viene completamente assorbito al momento della schiusa e i nutrienti residui vengono utilizzati per integrare l'alimentazione durante le prime settimane di vita.

#### Tessuto muscolare
In diversi punti del fossile sono conservati tessuti muscolari in stato eccezionale. Non solo le singole fibre muscolari sono distinguibili, ma anche le cellule e persino i sarcomeri subcellulari, un livello di dettaglio raro tra i fossili di dinosauro. Finora, sarcomeri simili erano stati osservati solo in Santanaraptor, le cui fibre muscolari risultano però quattro volte più spesse. Il tessuto organico originale è stato sostituito da piccoli globi cavi con pareti composte da cristalli euedrici di apatite.
Alla base del collo, all'interno di una massa organica grigia, sono presenti fibre muscolari identificate come appartenenti al Musculus sternohyoideus e al Musculus sternotrachealis. Tra la sesta e la settima vertebra dorsale, una macchia di fibre è stata attribuita al Musculus transversospinalis o al Musculus longissimus dorsi. Davanti all'ischio destro si osservano fibre che si estendono dal piede ischiatico verso il femore. La loro identità è incerta: potrebbero appartenere al Musculus puboischiofemoralis pars medialis (conosciuto come Musculus adductor femoris I nei coccodrilli), ma in tal caso non risulterebbe ancorato al processo otturatorio, suggerendo l'esistenza di un muscolo sconosciuto. In ogni caso, queste fibre confutano l'ipotesi di Gregory S. Paul secondo cui non esisterebbe alcuna connessione muscolare tra l'ischio e il femore. Sopra il tratto rettale, un'ampia area di fibre muscolari orizzontali, non segmentate, è stata interpretata come il Musculus caudofemoralis longus, il principale muscolo retrattore del femore situato alla base della coda. Queste fibre, poligonali in sezione trasversale, mostrano anche spazi intercellulari. Sotto alcune vertebre della base della coda, sono visibili legamenti connettivi tra i chevron, che formano il legamento interemale, e alcune piccole fibre muscolari. Inoltre, misteriosi tubi cavi disposti a spina di pesce potrebbero rappresentare i miosepta dei miotomi, segmenti del Musculus iliocaudalis o del Musculus ischiocaudalis.

#### Guaine di cheratina
Gli artigli conservati nel fossile (esclusi quelli dei piedi, andati perduti) mostrano guaine di cheratina ben visibili. Queste guaine presentano una colorazione più scura sulla parte superiore rispetto alla parte inferiore, suggerendo che il materiale originale potrebbe essere ancora presente. Tuttavia, non è stata condotta un'analisi chimica diretta per confermare questa ipotesi, poiché si teme che tali analisi possano danneggiare queste delicate strutture, considerate fondamentali per l'integrità del prezioso esemplare. Le guaine di cheratina degli artigli delle mani si estendono oltre i nuclei ossei di circa il 40%, proseguendo la curvatura ossea in una forma a falce e terminando con punte acuminate. Su alcuni artigli, le guaine si sono parzialmente distaccate, mentre su altri risultano appiattite o divise.

#### Tegumento

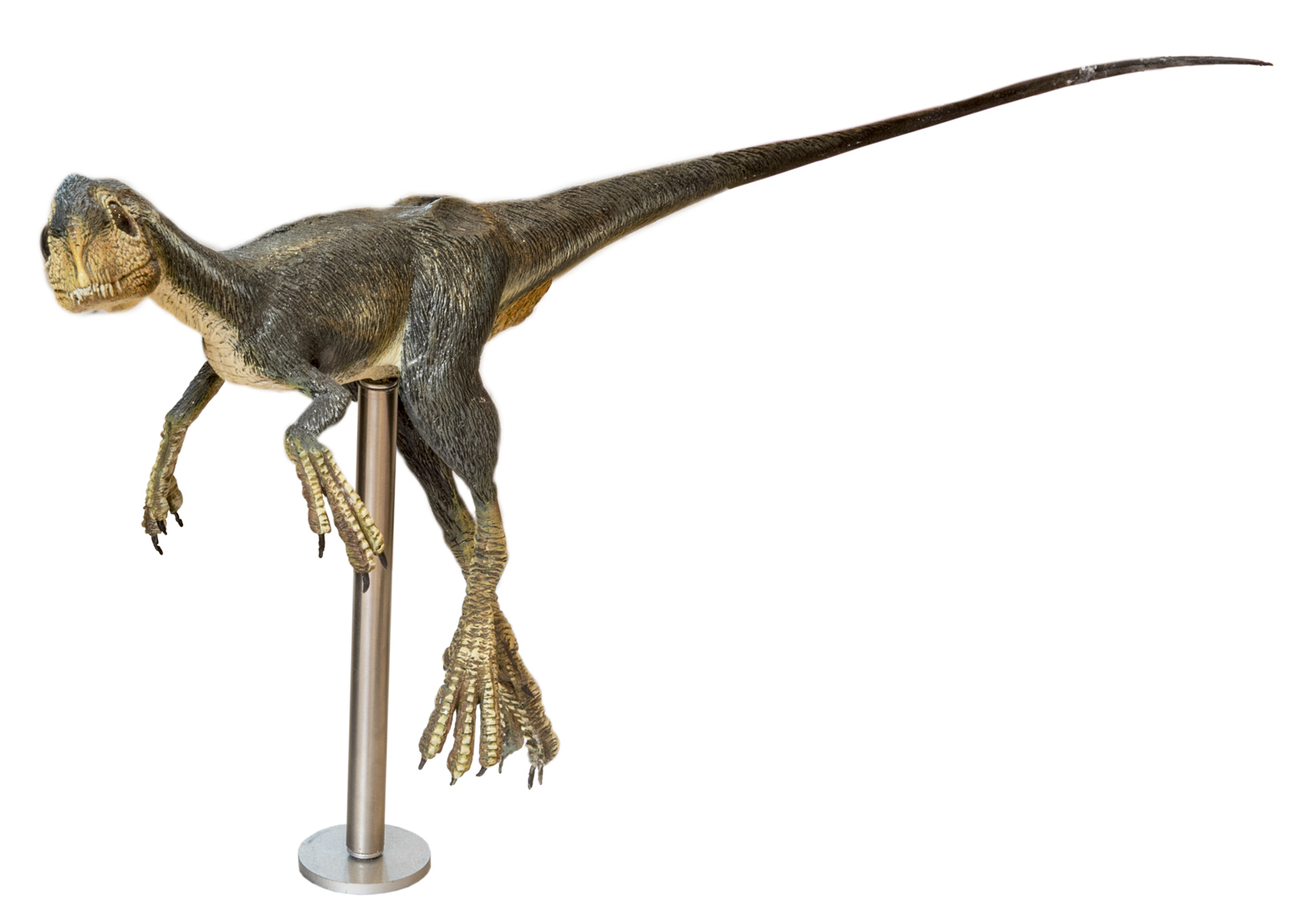
Ricostruzione museale

Nel fossile non sono state trovate tracce di pelle, squame o piume. Nel 1999, Philip J. Currie ipotizzò che questa assenza fosse dovuta a un'errata interpretazione dell'esemplare, suggerendo che i tubi osservati alla base della coda rappresentassero filamenti di protopiume. Tuttavia, nel 2011, Dal Sasso e Maganuco respinsero questa ipotesi, osservando che i tubi si assottigliano a entrambe le estremità, mentre i filamenti tegumentari dovrebbero avere una sola estremità rastremata. Nonostante ciò, Dal Sasso e Maganuco ritengono probabile che Scipionyx fosse ricoperto da un manto di protopiume in vita, considerando che strutture simili sono state identificate in diversi compsognatidi, come Sinosauropteryx e Sinocalliopteryx.

## Classificazione
Poiché l'unico fossile conosciuto di questa specie appartiene a un esemplare molto immaturo, stabilire la sua esatta collocazione nell'albero filogenetico dei teropodi è piuttosto complicato. Questo avviene perché gli esemplari giovani tendono a presentare caratteri ancestrali, che potrebbero collocarlo in una posizione più basale di quella reale. Inizialmente l'esemplare venne considerato un maniraptoriforme. Nella monografia pubblicata nel 2011 gli autori inclusero un'analisi filogenetica, che indicò l'appartenenza di Scipionyx a Compsognathidae, come sister taxon di Orkoraptor. Tuttavia, Dal Sasso & Maganuco hanno sottolineato che, a causa dei resti limitati, la posizione di Orkoraptor è provvisoria.
Questo cladogramma mostra la posizione di Scipionyx all'interno dell'albero Coelurosauria, secondo lo studio del 2011:
|  | Scipionyx  |
|  |            |
|  | Orkoraptor |
|  |            |

|  | Huaxiagnathus                                                   |
|  |                                                                 |
|  | \| \| Sinosauropteryx \| \| \| \| \| \| Juravenator \| \| \| \| |
|  |                                                                 |
|  | Sinosauropteryx                                                 |
|  |                                                                 |
|  | Juravenator                                                     |
|  |                                                                 |

|  | Sinosauropteryx |
|  |                 |
|  | Juravenator     |
|  |                 |

|  | Huaxiagnathus                                                   |
|  |                                                                 |
|  | \| \| Sinosauropteryx \| \| \| \| \| \| Juravenator \| \| \| \| |
|  |                                                                 |
|  | Sinosauropteryx                                                 |
|  |                                                                 |
|  | Juravenator                                                     |
|  |                                                                 |

|  | Sinosauropteryx |
|  |                 |
|  | Juravenator     |
|  |                 |

|  | Huaxiagnathus                                                   |
|  |                                                                 |
|  | \| \| Sinosauropteryx \| \| \| \| \| \| Juravenator \| \| \| \| |
|  |                                                                 |
|  | Sinosauropteryx                                                 |
|  |                                                                 |
|  | Juravenator                                                     |
|  |                                                                 |

|  | Sinosauropteryx |
|  |                 |
|  | Juravenator     |
|  |                 |

|  | Huaxiagnathus                                                   |
|  |                                                                 |
|  | \| \| Sinosauropteryx \| \| \| \| \| \| Juravenator \| \| \| \| |
|  |                                                                 |
|  | Sinosauropteryx                                                 |
|  |                                                                 |
|  | Juravenator                                                     |
|  |                                                                 |

|  | Sinosauropteryx |
|  |                 |
|  | Juravenator     |
|  |                 |

|  | Scipionyx  |
|  |            |
|  | Orkoraptor |
|  |            |

|  | Huaxiagnathus                                                   |
|  |                                                                 |
|  | \| \| Sinosauropteryx \| \| \| \| \| \| Juravenator \| \| \| \| |
|  |                                                                 |
|  | Sinosauropteryx                                                 |
|  |                                                                 |
|  | Juravenator                                                     |
|  |                                                                 |

|  | Sinosauropteryx |
|  |                 |
|  | Juravenator     |
|  |                 |

|  | Huaxiagnathus                                                   |
|  |                                                                 |
|  | \| \| Sinosauropteryx \| \| \| \| \| \| Juravenator \| \| \| \| |
|  |                                                                 |
|  | Sinosauropteryx                                                 |
|  |                                                                 |
|  | Juravenator                                                     |
|  |                                                                 |

|  | Sinosauropteryx |
|  |                 |
|  | Juravenator     |
|  |                 |

|  | Huaxiagnathus                                                   |
|  |                                                                 |
|  | \| \| Sinosauropteryx \| \| \| \| \| \| Juravenator \| \| \| \| |
|  |                                                                 |
|  | Sinosauropteryx                                                 |
|  |                                                                 |
|  | Juravenator                                                     |
|  |                                                                 |

|  | Sinosauropteryx |
|  |                 |
|  | Juravenator     |
|  |                 |

|  | Huaxiagnathus                                                   |
|  |                                                                 |
|  | \| \| Sinosauropteryx \| \| \| \| \| \| Juravenator \| \| \| \| |
|  |                                                                 |
|  | Sinosauropteryx                                                 |
|  |                                                                 |
|  | Juravenator                                                     |
|  |                                                                 |

|  | Sinosauropteryx |
|  |                 |
|  | Juravenator     |
|  |                 |

|  | Scipionyx  |
|  |            |
|  | Orkoraptor |
|  |            |

|  | Huaxiagnathus                                                   |
|  |                                                                 |
|  | \| \| Sinosauropteryx \| \| \| \| \| \| Juravenator \| \| \| \| |
|  |                                                                 |
|  | Sinosauropteryx                                                 |
|  |                                                                 |
|  | Juravenator                                                     |
|  |                                                                 |

|  | Sinosauropteryx |
|  |                 |
|  | Juravenator     |
|  |                 |

|  | Huaxiagnathus                                                   |
|  |                                                                 |
|  | \| \| Sinosauropteryx \| \| \| \| \| \| Juravenator \| \| \| \| |
|  |                                                                 |
|  | Sinosauropteryx                                                 |
|  |                                                                 |
|  | Juravenator                                                     |
|  |                                                                 |

|  | Sinosauropteryx |
|  |                 |
|  | Juravenator     |
|  |                 |

|  | Huaxiagnathus                                                   |
|  |                                                                 |
|  | \| \| Sinosauropteryx \| \| \| \| \| \| Juravenator \| \| \| \| |
|  |                                                                 |
|  | Sinosauropteryx                                                 |
|  |                                                                 |
|  | Juravenator                                                     |
|  |                                                                 |

|  | Sinosauropteryx |
|  |                 |
|  | Juravenator     |
|  |                 |

|  | Huaxiagnathus                                                   |
|  |                                                                 |
|  | \| \| Sinosauropteryx \| \| \| \| \| \| Juravenator \| \| \| \| |
|  |                                                                 |
|  | Sinosauropteryx                                                 |
|  |                                                                 |
|  | Juravenator                                                     |
|  |                                                                 |

|  | Sinosauropteryx |
|  |                 |
|  | Juravenator     |
|  |                 |

|  | Scipionyx  |
|  |            |
|  | Orkoraptor |
|  |            |

|  | Huaxiagnathus                                                   |
|  |                                                                 |
|  | \| \| Sinosauropteryx \| \| \| \| \| \| Juravenator \| \| \| \| |
|  |                                                                 |
|  | Sinosauropteryx                                                 |
|  |                                                                 |
|  | Juravenator                                                     |
|  |                                                                 |

|  | Sinosauropteryx |
|  |                 |
|  | Juravenator     |
|  |                 |

|  | Huaxiagnathus                                                   |
|  |                                                                 |
|  | \| \| Sinosauropteryx \| \| \| \| \| \| Juravenator \| \| \| \| |
|  |                                                                 |
|  | Sinosauropteryx                                                 |
|  |                                                                 |
|  | Juravenator                                                     |
|  |                                                                 |

|  | Sinosauropteryx |
|  |                 |
|  | Juravenator     |
|  |                 |

|  | Huaxiagnathus                                                   |
|  |                                                                 |
|  | \| \| Sinosauropteryx \| \| \| \| \| \| Juravenator \| \| \| \| |
|  |                                                                 |
|  | Sinosauropteryx                                                 |
|  |                                                                 |
|  | Juravenator                                                     |
|  |                                                                 |

|  | Sinosauropteryx |
|  |                 |
|  | Juravenator     |
|  |                 |

|  | Huaxiagnathus                                                   |
|  |                                                                 |
|  | \| \| Sinosauropteryx \| \| \| \| \| \| Juravenator \| \| \| \| |
|  |                                                                 |
|  | Sinosauropteryx                                                 |
|  |                                                                 |
|  | Juravenator                                                     |
|  |                                                                 |

|  | Sinosauropteryx |
|  |                 |
|  | Juravenator     |
|  |                 |

|  | Scipionyx  |
|  |            |
|  | Orkoraptor |
|  |            |

|  | Huaxiagnathus                                                   |
|  |                                                                 |
|  | \| \| Sinosauropteryx \| \| \| \| \| \| Juravenator \| \| \| \| |
|  |                                                                 |
|  | Sinosauropteryx                                                 |
|  |                                                                 |
|  | Juravenator                                                     |
|  |                                                                 |

|  | Sinosauropteryx |
|  |                 |
|  | Juravenator     |
|  |                 |

|  | Huaxiagnathus                                                   |
|  |                                                                 |
|  | \| \| Sinosauropteryx \| \| \| \| \| \| Juravenator \| \| \| \| |
|  |                                                                 |
|  | Sinosauropteryx                                                 |
|  |                                                                 |
|  | Juravenator                                                     |
|  |                                                                 |

|  | Sinosauropteryx |
|  |                 |
|  | Juravenator     |
|  |                 |

|  | Huaxiagnathus                                                   |
|  |                                                                 |
|  | \| \| Sinosauropteryx \| \| \| \| \| \| Juravenator \| \| \| \| |
|  |                                                                 |
|  | Sinosauropteryx                                                 |
|  |                                                                 |
|  | Juravenator                                                     |
|  |                                                                 |

|  | Sinosauropteryx |
|  |                 |
|  | Juravenator     |
|  |                 |

|  | Huaxiagnathus                                                   |
|  |                                                                 |
|  | \| \| Sinosauropteryx \| \| \| \| \| \| Juravenator \| \| \| \| |
|  |                                                                 |
|  | Sinosauropteryx                                                 |
|  |                                                                 |
|  | Juravenator                                                     |
|  |                                                                 |

|  | Sinosauropteryx |
|  |                 |
|  | Juravenator     |
|  |                 |

|  | Scipionyx  |
|  |            |
|  | Orkoraptor |
|  |            |

|  | Huaxiagnathus                                                   |
|  |                                                                 |
|  | \| \| Sinosauropteryx \| \| \| \| \| \| Juravenator \| \| \| \| |
|  |                                                                 |
|  | Sinosauropteryx                                                 |
|  |                                                                 |
|  | Juravenator                                                     |
|  |                                                                 |

|  | Sinosauropteryx |
|  |                 |
|  | Juravenator     |
|  |                 |

|  | Huaxiagnathus                                                   |
|  |                                                                 |
|  | \| \| Sinosauropteryx \| \| \| \| \| \| Juravenator \| \| \| \| |
|  |                                                                 |
|  | Sinosauropteryx                                                 |
|  |                                                                 |
|  | Juravenator                                                     |
|  |                                                                 |

|  | Sinosauropteryx |
|  |                 |
|  | Juravenator     |
|  |                 |

|  | Huaxiagnathus                                                   |
|  |                                                                 |
|  | \| \| Sinosauropteryx \| \| \| \| \| \| Juravenator \| \| \| \| |
|  |                                                                 |
|  | Sinosauropteryx                                                 |
|  |                                                                 |
|  | Juravenator                                                     |
|  |                                                                 |

|  | Sinosauropteryx |
|  |                 |
|  | Juravenator     |
|  |                 |

|  | Huaxiagnathus                                                   |
|  |                                                                 |
|  | \| \| Sinosauropteryx \| \| \| \| \| \| Juravenator \| \| \| \| |
|  |                                                                 |
|  | Sinosauropteryx                                                 |
|  |                                                                 |
|  | Juravenator                                                     |
|  |                                                                 |

|  | Sinosauropteryx |
|  |                 |
|  | Juravenator     |
|  |                 |

|  | Scipionyx  |
|  |            |
|  | Orkoraptor |
|  |            |

|  | Huaxiagnathus                                                   |
|  |                                                                 |
|  | \| \| Sinosauropteryx \| \| \| \| \| \| Juravenator \| \| \| \| |
|  |                                                                 |
|  | Sinosauropteryx                                                 |
|  |                                                                 |
|  | Juravenator                                                     |
|  |                                                                 |

|  | Sinosauropteryx |
|  |                 |
|  | Juravenator     |
|  |                 |

|  | Huaxiagnathus                                                   |
|  |                                                                 |
|  | \| \| Sinosauropteryx \| \| \| \| \| \| Juravenator \| \| \| \| |
|  |                                                                 |
|  | Sinosauropteryx                                                 |
|  |                                                                 |
|  | Juravenator                                                     |
|  |                                                                 |

|  | Sinosauropteryx |
|  |                 |
|  | Juravenator     |
|  |                 |

|  | Huaxiagnathus                                                   |
|  |                                                                 |
|  | \| \| Sinosauropteryx \| \| \| \| \| \| Juravenator \| \| \| \| |
|  |                                                                 |
|  | Sinosauropteryx                                                 |
|  |                                                                 |
|  | Juravenator                                                     |
|  |                                                                 |

|  | Sinosauropteryx |
|  |                 |
|  | Juravenator     |
|  |                 |

|  | Huaxiagnathus                                                   |
|  |                                                                 |
|  | \| \| Sinosauropteryx \| \| \| \| \| \| Juravenator \| \| \| \| |
|  |                                                                 |
|  | Sinosauropteryx                                                 |
|  |                                                                 |
|  | Juravenator                                                     |
|  |                                                                 |

|  | Sinosauropteryx |
|  |                 |
|  | Juravenator     |
|  |                 |

|  | Scipionyx  |
|  |            |
|  | Orkoraptor |
|  |            |

|  | Huaxiagnathus                                                   |
|  |                                                                 |
|  | \| \| Sinosauropteryx \| \| \| \| \| \| Juravenator \| \| \| \| |
|  |                                                                 |
|  | Sinosauropteryx                                                 |
|  |                                                                 |
|  | Juravenator                                                     |
|  |                                                                 |

|  | Sinosauropteryx |
|  |                 |
|  | Juravenator     |
|  |                 |

|  | Huaxiagnathus                                                   |
|  |                                                                 |
|  | \| \| Sinosauropteryx \| \| \| \| \| \| Juravenator \| \| \| \| |
|  |                                                                 |
|  | Sinosauropteryx                                                 |
|  |                                                                 |
|  | Juravenator                                                     |
|  |                                                                 |

|  | Sinosauropteryx |
|  |                 |
|  | Juravenator     |
|  |                 |

|  | Huaxiagnathus                                                   |
|  |                                                                 |
|  | \| \| Sinosauropteryx \| \| \| \| \| \| Juravenator \| \| \| \| |
|  |                                                                 |
|  | Sinosauropteryx                                                 |
|  |                                                                 |
|  | Juravenator                                                     |
|  |                                                                 |

|  | Sinosauropteryx |
|  |                 |
|  | Juravenator     |
|  |                 |

|  | Huaxiagnathus                                                   |
|  |                                                                 |
|  | \| \| Sinosauropteryx \| \| \| \| \| \| Juravenator \| \| \| \| |
|  |                                                                 |
|  | Sinosauropteryx                                                 |
|  |                                                                 |
|  | Juravenator                                                     |
|  |                                                                 |

|  | Sinosauropteryx |
|  |                 |
|  | Juravenator     |
|  |                 |

Nel 2021, uno studio proposto da Andrea Cau rivalutò la classificazione di questo esemplare e la classificazione dei compsognathidi in generale. Secondo lo studio di Cau, i compsognathidi sarebbero un "falso clade" (un assemblaggio polifiletico) e buona parte dei generi ascritti rappresenterebbe in realtà forma giovanili o pulcini di altri teropodi tetanuri, affermando che le stesse caratteristiche usate per differenziare il gruppo dalle altre famiglie di teropodi, siano in realtà le caratteristiche tipiche dei pulcini dei grandi tetanuri basali. Nel suo studio, Cau propone una nuova procedura per classificare questi animali, applicandola a Juravenator, Scipionyx e Sciuromimus, ottenendo una possibile posizione filogenetica che non fosse intaccata dall'immaturità degli esemplari. Secondo questa nuova procedura, Juravenator e Sciuromimus risultano essere dei megalosauroidi, mentre Scipionyx risulta un carcharodontosauride. Questa interpretazione sarebbe avvalorata, anche, dalla somiglianza del mascellare di Scipionyx con quello di un pulcino di Allosaurus. Tale collocazione, inoltre, andrebbe a spiegare la discrepanza di dimensioni tra l'esemplare tipo di Scipionyx e le dimensioni adulte stimate per i presunti compsognathidi adulti, più in linea con le dimensioni dei grandi carcharodontosauridi. Con la descrizione del carcharodontosauride Meraxes, nel 2022, Cau notò come la geometria delle ossa che formano la barra postorbitale di quest'ultimo presentino dei processi che sporgono nelle rispettive finestre, ritrovate anche in Scipionyx.
Successivamente, nel 2024, nella sua rivalutazione dei "compsognathidi", Cau ha recuperato Scipionyx in una politomia con Wiehenvenator, Iberospinus ed il resto degli Spinosauridae.
|  | Siamraptor    |
|  |               |
|  | Siamotyrannus |
|  |               |

|  | Scipionyx                                                       |
|  |                                                                 |
|  | Wiehenvenator                                                   |
|  |                                                                 |
|  | Iberospinus                                                     |
|  |                                                                 |
|  | \| \| Baryonychinae \| \| \| \| \| \| Spinosaurinae \| \| \| \| |
|  |                                                                 |
|  | Baryonychinae                                                   |
|  |                                                                 |
|  | Spinosaurinae                                                   |
|  |                                                                 |

|  | Baryonychinae |
|  |               |
|  | Spinosaurinae |
|  |               |

|  | Scipionyx                                                       |
|  |                                                                 |
|  | Wiehenvenator                                                   |
|  |                                                                 |
|  | Iberospinus                                                     |
|  |                                                                 |
|  | \| \| Baryonychinae \| \| \| \| \| \| Spinosaurinae \| \| \| \| |
|  |                                                                 |
|  | Baryonychinae                                                   |
|  |                                                                 |
|  | Spinosaurinae                                                   |
|  |                                                                 |

|  | Baryonychinae |
|  |               |
|  | Spinosaurinae |
|  |               |

|  | Scipionyx                                                       |
|  |                                                                 |
|  | Wiehenvenator                                                   |
|  |                                                                 |
|  | Iberospinus                                                     |
|  |                                                                 |
|  | \| \| Baryonychinae \| \| \| \| \| \| Spinosaurinae \| \| \| \| |
|  |                                                                 |
|  | Baryonychinae                                                   |
|  |                                                                 |
|  | Spinosaurinae                                                   |
|  |                                                                 |

|  | Baryonychinae |
|  |               |
|  | Spinosaurinae |
|  |               |

|  | Scipionyx                                                       |
|  |                                                                 |
|  | Wiehenvenator                                                   |
|  |                                                                 |
|  | Iberospinus                                                     |
|  |                                                                 |
|  | \| \| Baryonychinae \| \| \| \| \| \| Spinosaurinae \| \| \| \| |
|  |                                                                 |
|  | Baryonychinae                                                   |
|  |                                                                 |
|  | Spinosaurinae                                                   |
|  |                                                                 |

|  | Baryonychinae |
|  |               |
|  | Spinosaurinae |
|  |               |

|  | Scipionyx                                                       |
|  |                                                                 |
|  | Wiehenvenator                                                   |
|  |                                                                 |
|  | Iberospinus                                                     |
|  |                                                                 |
|  | \| \| Baryonychinae \| \| \| \| \| \| Spinosaurinae \| \| \| \| |
|  |                                                                 |
|  | Baryonychinae                                                   |
|  |                                                                 |
|  | Spinosaurinae                                                   |
|  |                                                                 |

|  | Baryonychinae |
|  |               |
|  | Spinosaurinae |
|  |               |

|  | Scipionyx                                                       |
|  |                                                                 |
|  | Wiehenvenator                                                   |
|  |                                                                 |
|  | Iberospinus                                                     |
|  |                                                                 |
|  | \| \| Baryonychinae \| \| \| \| \| \| Spinosaurinae \| \| \| \| |
|  |                                                                 |
|  | Baryonychinae                                                   |
|  |                                                                 |
|  | Spinosaurinae                                                   |
|  |                                                                 |

|  | Baryonychinae |
|  |               |
|  | Spinosaurinae |
|  |               |

|  | Scipionyx                                                       |
|  |                                                                 |
|  | Wiehenvenator                                                   |
|  |                                                                 |
|  | Iberospinus                                                     |
|  |                                                                 |
|  | \| \| Baryonychinae \| \| \| \| \| \| Spinosaurinae \| \| \| \| |
|  |                                                                 |
|  | Baryonychinae                                                   |
|  |                                                                 |
|  | Spinosaurinae                                                   |
|  |                                                                 |

|  | Baryonychinae |
|  |               |
|  | Spinosaurinae |
|  |               |

|  | Scipionyx                                                       |
|  |                                                                 |
|  | Wiehenvenator                                                   |
|  |                                                                 |
|  | Iberospinus                                                     |
|  |                                                                 |
|  | \| \| Baryonychinae \| \| \| \| \| \| Spinosaurinae \| \| \| \| |
|  |                                                                 |
|  | Baryonychinae                                                   |
|  |                                                                 |
|  | Spinosaurinae                                                   |
|  |                                                                 |

|  | Baryonychinae |
|  |               |
|  | Spinosaurinae |
|  |               |

|  | Maniraptoromorpha |
|  | |
|  | \| \| NGMC 2124 \| \| \| \| \| \| Tanycolagreus \| \| \| \| \| \| Stokesosaurus \| \| \| \| \| \| Juratyrant \| \| \| \| \| \| Eutyrannosauria \| \| \| \| |
|  | |
|  | NGMC 2124 |
|  | |
|  | Tanycolagreus |
|  | |
|  | Stokesosaurus |
|  | |
|  | Juratyrant |
|  | |
|  | Eutyrannosauria |
|  | |

|  | NGMC 2124       |
|  |                 |
|  | Tanycolagreus   |
|  |                 |
|  | Stokesosaurus   |
|  |                 |
|  | Juratyrant      |
|  |                 |
|  | Eutyrannosauria |
|  |                 |

|  | Maniraptoromorpha |
|  | |
|  | \| \| NGMC 2124 \| \| \| \| \| \| Tanycolagreus \| \| \| \| \| \| Stokesosaurus \| \| \| \| \| \| Juratyrant \| \| \| \| \| \| Eutyrannosauria \| \| \| \| |
|  | |
|  | NGMC 2124 |
|  | |
|  | Tanycolagreus |
|  | |
|  | Stokesosaurus |
|  | |
|  | Juratyrant |
|  | |
|  | Eutyrannosauria |
|  | |

|  | NGMC 2124       |
|  |                 |
|  | Tanycolagreus   |
|  |                 |
|  | Stokesosaurus   |
|  |                 |
|  | Juratyrant      |
|  |                 |
|  | Eutyrannosauria |
|  |                 |

|  | Maniraptoromorpha |
|  | |
|  | \| \| NGMC 2124 \| \| \| \| \| \| Tanycolagreus \| \| \| \| \| \| Stokesosaurus \| \| \| \| \| \| Juratyrant \| \| \| \| \| \| Eutyrannosauria \| \| \| \| |
|  | |
|  | NGMC 2124 |
|  | |
|  | Tanycolagreus |
|  | |
|  | Stokesosaurus |
|  | |
|  | Juratyrant |
|  | |
|  | Eutyrannosauria |
|  | |

|  | NGMC 2124       |
|  |                 |
|  | Tanycolagreus   |
|  |                 |
|  | Stokesosaurus   |
|  |                 |
|  | Juratyrant      |
|  |                 |
|  | Eutyrannosauria |
|  |                 |

|  | Maniraptoromorpha |
|  | |
|  | \| \| NGMC 2124 \| \| \| \| \| \| Tanycolagreus \| \| \| \| \| \| Stokesosaurus \| \| \| \| \| \| Juratyrant \| \| \| \| \| \| Eutyrannosauria \| \| \| \| |
|  | |
|  | NGMC 2124 |
|  | |
|  | Tanycolagreus |
|  | |
|  | Stokesosaurus |
|  | |
|  | Juratyrant |
|  | |
|  | Eutyrannosauria |
|  | |

|  | NGMC 2124       |
|  |                 |
|  | Tanycolagreus   |
|  |                 |
|  | Stokesosaurus   |
|  |                 |
|  | Juratyrant      |
|  |                 |
|  | Eutyrannosauria |
|  |                 |

|  | Scipionyx                                                       |
|  |                                                                 |
|  | Wiehenvenator                                                   |
|  |                                                                 |
|  | Iberospinus                                                     |
|  |                                                                 |
|  | \| \| Baryonychinae \| \| \| \| \| \| Spinosaurinae \| \| \| \| |
|  |                                                                 |
|  | Baryonychinae                                                   |
|  |                                                                 |
|  | Spinosaurinae                                                   |
|  |                                                                 |

|  | Baryonychinae |
|  |               |
|  | Spinosaurinae |
|  |               |

|  | Scipionyx                                                       |
|  |                                                                 |
|  | Wiehenvenator                                                   |
|  |                                                                 |
|  | Iberospinus                                                     |
|  |                                                                 |
|  | \| \| Baryonychinae \| \| \| \| \| \| Spinosaurinae \| \| \| \| |
|  |                                                                 |
|  | Baryonychinae                                                   |
|  |                                                                 |
|  | Spinosaurinae                                                   |
|  |                                                                 |

|  | Baryonychinae |
|  |               |
|  | Spinosaurinae |
|  |               |

|  | Scipionyx                                                       |
|  |                                                                 |
|  | Wiehenvenator                                                   |
|  |                                                                 |
|  | Iberospinus                                                     |
|  |                                                                 |
|  | \| \| Baryonychinae \| \| \| \| \| \| Spinosaurinae \| \| \| \| |
|  |                                                                 |
|  | Baryonychinae                                                   |
|  |                                                                 |
|  | Spinosaurinae                                                   |
|  |                                                                 |

|  | Baryonychinae |
|  |               |
|  | Spinosaurinae |
|  |               |

|  | Scipionyx                                                       |
|  |                                                                 |
|  | Wiehenvenator                                                   |
|  |                                                                 |
|  | Iberospinus                                                     |
|  |                                                                 |
|  | \| \| Baryonychinae \| \| \| \| \| \| Spinosaurinae \| \| \| \| |
|  |                                                                 |
|  | Baryonychinae                                                   |
|  |                                                                 |
|  | Spinosaurinae                                                   |
|  |                                                                 |

|  | Baryonychinae |
|  |               |
|  | Spinosaurinae |
|  |               |

|  | Scipionyx                                                       |
|  |                                                                 |
|  | Wiehenvenator                                                   |
|  |                                                                 |
|  | Iberospinus                                                     |
|  |                                                                 |
|  | \| \| Baryonychinae \| \| \| \| \| \| Spinosaurinae \| \| \| \| |
|  |                                                                 |
|  | Baryonychinae                                                   |
|  |                                                                 |
|  | Spinosaurinae                                                   |
|  |                                                                 |

|  | Baryonychinae |
|  |               |
|  | Spinosaurinae |
|  |               |

|  | Scipionyx                                                       |
|  |                                                                 |
|  | Wiehenvenator                                                   |
|  |                                                                 |
|  | Iberospinus                                                     |
|  |                                                                 |
|  | \| \| Baryonychinae \| \| \| \| \| \| Spinosaurinae \| \| \| \| |
|  |                                                                 |
|  | Baryonychinae                                                   |
|  |                                                                 |
|  | Spinosaurinae                                                   |
|  |                                                                 |

|  | Baryonychinae |
|  |               |
|  | Spinosaurinae |
|  |               |

|  | Scipionyx                                                       |
|  |                                                                 |
|  | Wiehenvenator                                                   |
|  |                                                                 |
|  | Iberospinus                                                     |
|  |                                                                 |
|  | \| \| Baryonychinae \| \| \| \| \| \| Spinosaurinae \| \| \| \| |
|  |                                                                 |
|  | Baryonychinae                                                   |
|  |                                                                 |
|  | Spinosaurinae                                                   |
|  |                                                                 |

|  | Baryonychinae |
|  |               |
|  | Spinosaurinae |
|  |               |

|  | Scipionyx                                                       |
|  |                                                                 |
|  | Wiehenvenator                                                   |
|  |                                                                 |
|  | Iberospinus                                                     |
|  |                                                                 |
|  | \| \| Baryonychinae \| \| \| \| \| \| Spinosaurinae \| \| \| \| |
|  |                                                                 |
|  | Baryonychinae                                                   |
|  |                                                                 |
|  | Spinosaurinae                                                   |
|  |                                                                 |

|  | Baryonychinae |
|  |               |
|  | Spinosaurinae |
|  |               |

|  | Maniraptoromorpha |
|  | |
|  | \| \| NGMC 2124 \| \| \| \| \| \| Tanycolagreus \| \| \| \| \| \| Stokesosaurus \| \| \| \| \| \| Juratyrant \| \| \| \| \| \| Eutyrannosauria \| \| \| \| |
|  | |
|  | NGMC 2124 |
|  | |
|  | Tanycolagreus |
|  | |
|  | Stokesosaurus |
|  | |
|  | Juratyrant |
|  | |
|  | Eutyrannosauria |
|  | |

|  | NGMC 2124       |
|  |                 |
|  | Tanycolagreus   |
|  |                 |
|  | Stokesosaurus   |
|  |                 |
|  | Juratyrant      |
|  |                 |
|  | Eutyrannosauria |
|  |                 |

|  | Maniraptoromorpha |
|  | |
|  | \| \| NGMC 2124 \| \| \| \| \| \| Tanycolagreus \| \| \| \| \| \| Stokesosaurus \| \| \| \| \| \| Juratyrant \| \| \| \| \| \| Eutyrannosauria \| \| \| \| |
|  | |
|  | NGMC 2124 |
|  | |
|  | Tanycolagreus |
|  | |
|  | Stokesosaurus |
|  | |
|  | Juratyrant |
|  | |
|  | Eutyrannosauria |
|  | |

|  | NGMC 2124       |
|  |                 |
|  | Tanycolagreus   |
|  |                 |
|  | Stokesosaurus   |
|  |                 |
|  | Juratyrant      |
|  |                 |
|  | Eutyrannosauria |
|  |                 |

|  | Maniraptoromorpha |
|  | |
|  | \| \| NGMC 2124 \| \| \| \| \| \| Tanycolagreus \| \| \| \| \| \| Stokesosaurus \| \| \| \| \| \| Juratyrant \| \| \| \| \| \| Eutyrannosauria \| \| \| \| |
|  | |
|  | NGMC 2124 |
|  | |
|  | Tanycolagreus |
|  | |
|  | Stokesosaurus |
|  | |
|  | Juratyrant |
|  | |
|  | Eutyrannosauria |
|  | |

|  | NGMC 2124       |
|  |                 |
|  | Tanycolagreus   |
|  |                 |
|  | Stokesosaurus   |
|  |                 |
|  | Juratyrant      |
|  |                 |
|  | Eutyrannosauria |
|  |                 |

|  | Maniraptoromorpha |
|  | |
|  | \| \| NGMC 2124 \| \| \| \| \| \| Tanycolagreus \| \| \| \| \| \| Stokesosaurus \| \| \| \| \| \| Juratyrant \| \| \| \| \| \| Eutyrannosauria \| \| \| \| |
|  | |
|  | NGMC 2124 |
|  | |
|  | Tanycolagreus |
|  | |
|  | Stokesosaurus |
|  | |
|  | Juratyrant |
|  | |
|  | Eutyrannosauria |
|  | |

|  | NGMC 2124       |
|  |                 |
|  | Tanycolagreus   |
|  |                 |
|  | Stokesosaurus   |
|  |                 |
|  | Juratyrant      |
|  |                 |
|  | Eutyrannosauria |
|  |                 |

|  | Siamraptor    |
|  |               |
|  | Siamotyrannus |
|  |               |

|  | Scipionyx                                                       |
|  |                                                                 |
|  | Wiehenvenator                                                   |
|  |                                                                 |
|  | Iberospinus                                                     |
|  |                                                                 |
|  | \| \| Baryonychinae \| \| \| \| \| \| Spinosaurinae \| \| \| \| |
|  |                                                                 |
|  | Baryonychinae                                                   |
|  |                                                                 |
|  | Spinosaurinae                                                   |
|  |                                                                 |

|  | Baryonychinae |
|  |               |
|  | Spinosaurinae |
|  |               |

|  | Scipionyx                                                       |
|  |                                                                 |
|  | Wiehenvenator                                                   |
|  |                                                                 |
|  | Iberospinus                                                     |
|  |                                                                 |
|  | \| \| Baryonychinae \| \| \| \| \| \| Spinosaurinae \| \| \| \| |
|  |                                                                 |
|  | Baryonychinae                                                   |
|  |                                                                 |
|  | Spinosaurinae                                                   |
|  |                                                                 |

|  | Baryonychinae |
|  |               |
|  | Spinosaurinae |
|  |               |

|  | Scipionyx                                                       |
|  |                                                                 |
|  | Wiehenvenator                                                   |
|  |                                                                 |
|  | Iberospinus                                                     |
|  |                                                                 |
|  | \| \| Baryonychinae \| \| \| \| \| \| Spinosaurinae \| \| \| \| |
|  |                                                                 |
|  | Baryonychinae                                                   |
|  |                                                                 |
|  | Spinosaurinae                                                   |
|  |                                                                 |

|  | Baryonychinae |
|  |               |
|  | Spinosaurinae |
|  |               |

|  | Scipionyx                                                       |
|  |                                                                 |
|  | Wiehenvenator                                                   |
|  |                                                                 |
|  | Iberospinus                                                     |
|  |                                                                 |
|  | \| \| Baryonychinae \| \| \| \| \| \| Spinosaurinae \| \| \| \| |
|  |                                                                 |
|  | Baryonychinae                                                   |
|  |                                                                 |
|  | Spinosaurinae                                                   |
|  |                                                                 |

|  | Baryonychinae |
|  |               |
|  | Spinosaurinae |
|  |               |

|  | Scipionyx                                                       |
|  |                                                                 |
|  | Wiehenvenator                                                   |
|  |                                                                 |
|  | Iberospinus                                                     |
|  |                                                                 |
|  | \| \| Baryonychinae \| \| \| \| \| \| Spinosaurinae \| \| \| \| |
|  |                                                                 |
|  | Baryonychinae                                                   |
|  |                                                                 |
|  | Spinosaurinae                                                   |
|  |                                                                 |

|  | Baryonychinae |
|  |               |
|  | Spinosaurinae |
|  |               |

|  | Scipionyx                                                       |
|  |                                                                 |
|  | Wiehenvenator                                                   |
|  |                                                                 |
|  | Iberospinus                                                     |
|  |                                                                 |
|  | \| \| Baryonychinae \| \| \| \| \| \| Spinosaurinae \| \| \| \| |
|  |                                                                 |
|  | Baryonychinae                                                   |
|  |                                                                 |
|  | Spinosaurinae                                                   |
|  |                                                                 |

|  | Baryonychinae |
|  |               |
|  | Spinosaurinae |
|  |               |

|  | Scipionyx                                                       |
|  |                                                                 |
|  | Wiehenvenator                                                   |
|  |                                                                 |
|  | Iberospinus                                                     |
|  |                                                                 |
|  | \| \| Baryonychinae \| \| \| \| \| \| Spinosaurinae \| \| \| \| |
|  |                                                                 |
|  | Baryonychinae                                                   |
|  |                                                                 |
|  | Spinosaurinae                                                   |
|  |                                                                 |

|  | Baryonychinae |
|  |               |
|  | Spinosaurinae |
|  |               |

|  | Scipionyx                                                       |
|  |                                                                 |
|  | Wiehenvenator                                                   |
|  |                                                                 |
|  | Iberospinus                                                     |
|  |                                                                 |
|  | \| \| Baryonychinae \| \| \| \| \| \| Spinosaurinae \| \| \| \| |
|  |                                                                 |
|  | Baryonychinae                                                   |
|  |                                                                 |
|  | Spinosaurinae                                                   |
|  |                                                                 |

|  | Baryonychinae |
|  |               |
|  | Spinosaurinae |
|  |               |

|  | Maniraptoromorpha |
|  | |
|  | \| \| NGMC 2124 \| \| \| \| \| \| Tanycolagreus \| \| \| \| \| \| Stokesosaurus \| \| \| \| \| \| Juratyrant \| \| \| \| \| \| Eutyrannosauria \| \| \| \| |
|  | |
|  | NGMC 2124 |
|  | |
|  | Tanycolagreus |
|  | |
|  | Stokesosaurus |
|  | |
|  | Juratyrant |
|  | |
|  | Eutyrannosauria |
|  | |

|  | NGMC 2124       |
|  |                 |
|  | Tanycolagreus   |
|  |                 |
|  | Stokesosaurus   |
|  |                 |
|  | Juratyrant      |
|  |                 |
|  | Eutyrannosauria |
|  |                 |

|  | Maniraptoromorpha |
|  | |
|  | \| \| NGMC 2124 \| \| \| \| \| \| Tanycolagreus \| \| \| \| \| \| Stokesosaurus \| \| \| \| \| \| Juratyrant \| \| \| \| \| \| Eutyrannosauria \| \| \| \| |
|  | |
|  | NGMC 2124 |
|  | |
|  | Tanycolagreus |
|  | |
|  | Stokesosaurus |
|  | |
|  | Juratyrant |
|  | |
|  | Eutyrannosauria |
|  | |

|  | NGMC 2124       |
|  |                 |
|  | Tanycolagreus   |
|  |                 |
|  | Stokesosaurus   |
|  |                 |
|  | Juratyrant      |
|  |                 |
|  | Eutyrannosauria |
|  |                 |

|  | Maniraptoromorpha |
|  | |
|  | \| \| NGMC 2124 \| \| \| \| \| \| Tanycolagreus \| \| \| \| \| \| Stokesosaurus \| \| \| \| \| \| Juratyrant \| \| \| \| \| \| Eutyrannosauria \| \| \| \| |
|  | |
|  | NGMC 2124 |
|  | |
|  | Tanycolagreus |
|  | |
|  | Stokesosaurus |
|  | |
|  | Juratyrant |
|  | |
|  | Eutyrannosauria |
|  | |

|  | NGMC 2124       |
|  |                 |
|  | Tanycolagreus   |
|  |                 |
|  | Stokesosaurus   |
|  |                 |
|  | Juratyrant      |
|  |                 |
|  | Eutyrannosauria |
|  |                 |

|  | Maniraptoromorpha |
|  | |
|  | \| \| NGMC 2124 \| \| \| \| \| \| Tanycolagreus \| \| \| \| \| \| Stokesosaurus \| \| \| \| \| \| Juratyrant \| \| \| \| \| \| Eutyrannosauria \| \| \| \| |
|  | |
|  | NGMC 2124 |
|  | |
|  | Tanycolagreus |
|  | |
|  | Stokesosaurus |
|  | |
|  | Juratyrant |
|  | |
|  | Eutyrannosauria |
|  | |

|  | NGMC 2124       |
|  |                 |
|  | Tanycolagreus   |
|  |                 |
|  | Stokesosaurus   |
|  |                 |
|  | Juratyrant      |
|  |                 |
|  | Eutyrannosauria |
|  |                 |

|  | Scipionyx                                                       |
|  |                                                                 |
|  | Wiehenvenator                                                   |
|  |                                                                 |
|  | Iberospinus                                                     |
|  |                                                                 |
|  | \| \| Baryonychinae \| \| \| \| \| \| Spinosaurinae \| \| \| \| |
|  |                                                                 |
|  | Baryonychinae                                                   |
|  |                                                                 |
|  | Spinosaurinae                                                   |
|  |                                                                 |

|  | Baryonychinae |
|  |               |
|  | Spinosaurinae |
|  |               |

|  | Scipionyx                                                       |
|  |                                                                 |
|  | Wiehenvenator                                                   |
|  |                                                                 |
|  | Iberospinus                                                     |
|  |                                                                 |
|  | \| \| Baryonychinae \| \| \| \| \| \| Spinosaurinae \| \| \| \| |
|  |                                                                 |
|  | Baryonychinae                                                   |
|  |                                                                 |
|  | Spinosaurinae                                                   |
|  |                                                                 |

|  | Baryonychinae |
|  |               |
|  | Spinosaurinae |
|  |               |

|  | Scipionyx                                                       |
|  |                                                                 |
|  | Wiehenvenator                                                   |
|  |                                                                 |
|  | Iberospinus                                                     |
|  |                                                                 |
|  | \| \| Baryonychinae \| \| \| \| \| \| Spinosaurinae \| \| \| \| |
|  |                                                                 |
|  | Baryonychinae                                                   |
|  |                                                                 |
|  | Spinosaurinae                                                   |
|  |                                                                 |

|  | Baryonychinae |
|  |               |
|  | Spinosaurinae |
|  |               |

|  | Scipionyx                                                       |
|  |                                                                 |
|  | Wiehenvenator                                                   |
|  |                                                                 |
|  | Iberospinus                                                     |
|  |                                                                 |
|  | \| \| Baryonychinae \| \| \| \| \| \| Spinosaurinae \| \| \| \| |
|  |                                                                 |
|  | Baryonychinae                                                   |
|  |                                                                 |
|  | Spinosaurinae                                                   |
|  |                                                                 |

|  | Baryonychinae |
|  |               |
|  | Spinosaurinae |
|  |               |

|  | Scipionyx                                                       |
|  |                                                                 |
|  | Wiehenvenator                                                   |
|  |                                                                 |
|  | Iberospinus                                                     |
|  |                                                                 |
|  | \| \| Baryonychinae \| \| \| \| \| \| Spinosaurinae \| \| \| \| |
|  |                                                                 |
|  | Baryonychinae                                                   |
|  |                                                                 |
|  | Spinosaurinae                                                   |
|  |                                                                 |

|  | Baryonychinae |
|  |               |
|  | Spinosaurinae |
|  |               |

|  | Scipionyx                                                       |
|  |                                                                 |
|  | Wiehenvenator                                                   |
|  |                                                                 |
|  | Iberospinus                                                     |
|  |                                                                 |
|  | \| \| Baryonychinae \| \| \| \| \| \| Spinosaurinae \| \| \| \| |
|  |                                                                 |
|  | Baryonychinae                                                   |
|  |                                                                 |
|  | Spinosaurinae                                                   |
|  |                                                                 |

|  | Baryonychinae |
|  |               |
|  | Spinosaurinae |
|  |               |

|  | Scipionyx                                                       |
|  |                                                                 |
|  | Wiehenvenator                                                   |
|  |                                                                 |
|  | Iberospinus                                                     |
|  |                                                                 |
|  | \| \| Baryonychinae \| \| \| \| \| \| Spinosaurinae \| \| \| \| |
|  |                                                                 |
|  | Baryonychinae                                                   |
|  |                                                                 |
|  | Spinosaurinae                                                   |
|  |                                                                 |

|  | Baryonychinae |
|  |               |
|  | Spinosaurinae |
|  |               |

|  | Scipionyx                                                       |
|  |                                                                 |
|  | Wiehenvenator                                                   |
|  |                                                                 |
|  | Iberospinus                                                     |
|  |                                                                 |
|  | \| \| Baryonychinae \| \| \| \| \| \| Spinosaurinae \| \| \| \| |
|  |                                                                 |
|  | Baryonychinae                                                   |
|  |                                                                 |
|  | Spinosaurinae                                                   |
|  |                                                                 |

|  | Baryonychinae |
|  |               |
|  | Spinosaurinae |
|  |               |

|  | Maniraptoromorpha |
|  | |
|  | \| \| NGMC 2124 \| \| \| \| \| \| Tanycolagreus \| \| \| \| \| \| Stokesosaurus \| \| \| \| \| \| Juratyrant \| \| \| \| \| \| Eutyrannosauria \| \| \| \| |
|  | |
|  | NGMC 2124 |
|  | |
|  | Tanycolagreus |
|  | |
|  | Stokesosaurus |
|  | |
|  | Juratyrant |
|  | |
|  | Eutyrannosauria |
|  | |

|  | NGMC 2124       |
|  |                 |
|  | Tanycolagreus   |
|  |                 |
|  | Stokesosaurus   |
|  |                 |
|  | Juratyrant      |
|  |                 |
|  | Eutyrannosauria |
|  |                 |

|  | Maniraptoromorpha |
|  | |
|  | \| \| NGMC 2124 \| \| \| \| \| \| Tanycolagreus \| \| \| \| \| \| Stokesosaurus \| \| \| \| \| \| Juratyrant \| \| \| \| \| \| Eutyrannosauria \| \| \| \| |
|  | |
|  | NGMC 2124 |
|  | |
|  | Tanycolagreus |
|  | |
|  | Stokesosaurus |
|  | |
|  | Juratyrant |
|  | |
|  | Eutyrannosauria |
|  | |

|  | NGMC 2124       |
|  |                 |
|  | Tanycolagreus   |
|  |                 |
|  | Stokesosaurus   |
|  |                 |
|  | Juratyrant      |
|  |                 |
|  | Eutyrannosauria |
|  |                 |

|  | Maniraptoromorpha |
|  | |
|  | \| \| NGMC 2124 \| \| \| \| \| \| Tanycolagreus \| \| \| \| \| \| Stokesosaurus \| \| \| \| \| \| Juratyrant \| \| \| \| \| \| Eutyrannosauria \| \| \| \| |
|  | |
|  | NGMC 2124 |
|  | |
|  | Tanycolagreus |
|  | |
|  | Stokesosaurus |
|  | |
|  | Juratyrant |
|  | |
|  | Eutyrannosauria |
|  | |

|  | NGMC 2124       |
|  |                 |
|  | Tanycolagreus   |
|  |                 |
|  | Stokesosaurus   |
|  |                 |
|  | Juratyrant      |
|  |                 |
|  | Eutyrannosauria |
|  |                 |

|  | Maniraptoromorpha |
|  | |
|  | \| \| NGMC 2124 \| \| \| \| \| \| Tanycolagreus \| \| \| \| \| \| Stokesosaurus \| \| \| \| \| \| Juratyrant \| \| \| \| \| \| Eutyrannosauria \| \| \| \| |
|  | |
|  | NGMC 2124 |
|  | |
|  | Tanycolagreus |
|  | |
|  | Stokesosaurus |
|  | |
|  | Juratyrant |
|  | |
|  | Eutyrannosauria |
|  | |

|  | NGMC 2124       |
|  |                 |
|  | Tanycolagreus   |
|  |                 |
|  | Stokesosaurus   |
|  |                 |
|  | Juratyrant      |
|  |                 |
|  | Eutyrannosauria |
|  |                 |

## Storia della scoperta

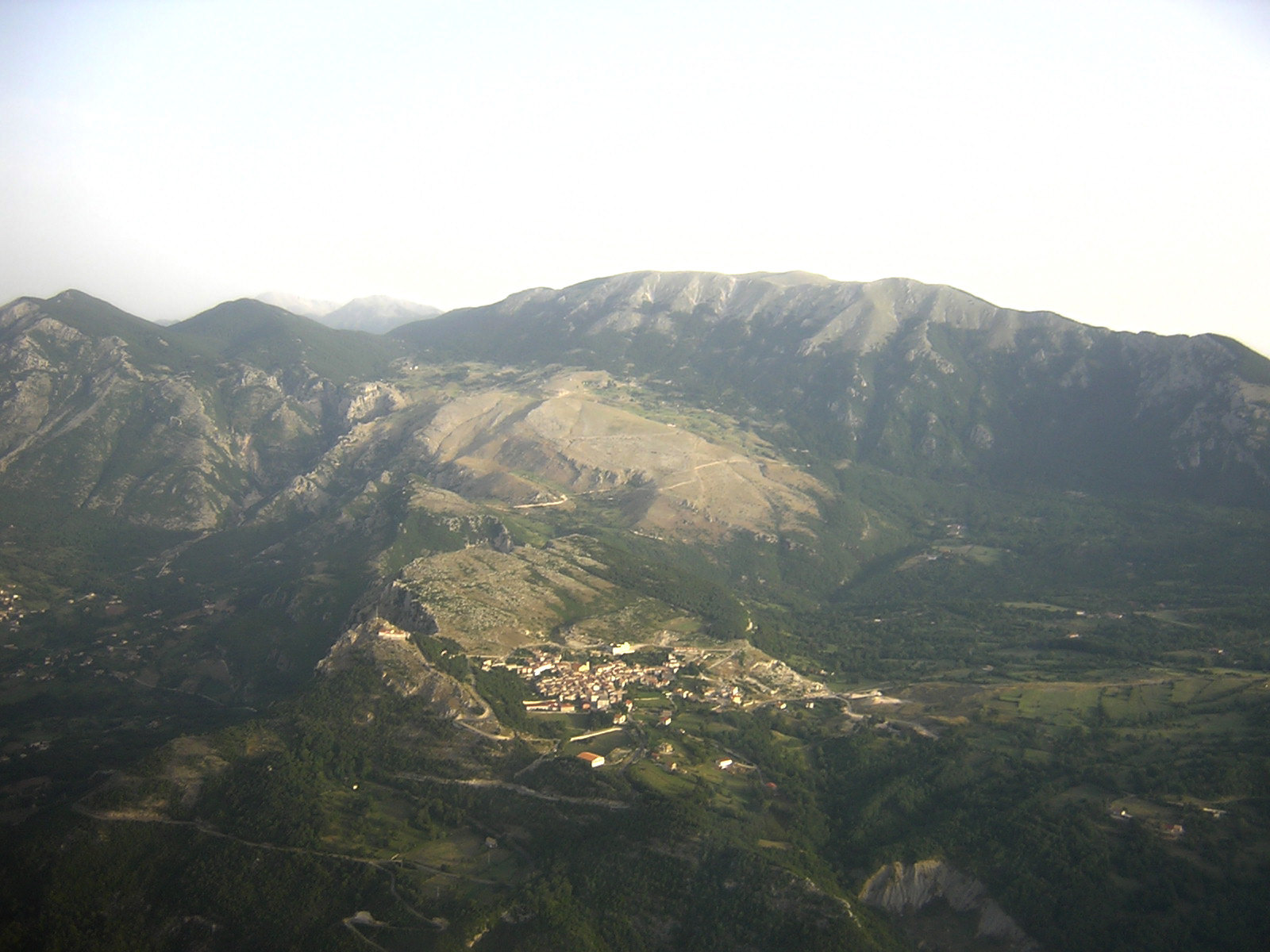
Il villaggio di Pietraroja con, sopra adiacente, la cava Le Cavere

L'olotipo, e unico esemplare di Scipionyx, è stato rinvenuto nella primavera del 1981 da Giovanni Todesco, appassionato di fossili, e da sua moglie, che lo recuperarono, assieme ad altri otto fossili, nella piccola cava Le Cavere ai margini del paese di Pietraroja in provincia di Benevento e a circa settanta chilometri a nord-est di Napoli. L'esemplare si era conservato nella formazione marina di Pietraroja, nota per i suoi fossili insolitamente ben conservati. Todesco pensava che i resti appartenessero ad una qualche sorta di rettile preistorico e lo portò a casa sua. Todesco preparò personalmente la sua scoperta nella propria cantina a San Giovanni Ilarione, vicino a Verona, asportando, senza l'ausilio di alcuno strumento ottico, parte della matrice gessosa dalla superficie delle ossa e ricoprendole con colla vinilica. Rinforzò inoltre la lastra di pietra aggiungendo dei pezzi al bordo e su uno di questi aggiunse una finta coda in resina poliestere in quanto la coda originale era quasi del tutto assente, non essendo riuscito a recuperarla completamente. All'inizio del 1993 Todesco, che aveva soprannominato l'esemplare, "cagnolino", per le sue fauci dentate, portò l'esemplare all'attenzione del paleontologo Giorgio Teruzzi del Museo Civico di Storia Naturale di Milano, che lo identificò come un giovane dinosauro teropode e lo soprannominò Ambrogio, dal nome del santo patrono di Milano. Non essendo egli stesso un esperto nel campo degli studi sui dinosauri, chiamò in aiuto il collega padre Giuseppe Leonardi. In Italia tali reperti sono per legge di proprietà dello Stato e Todesco fu convinto dal giornalista scientifico Franco Capone a denunciare il ritrovamento alle autorità: il 15 ottobre 1993 Todesco consegnò personalmente il fossile alla Direzione Archeologica di Napoli. L'esemplare è stato inserito nella collezione della Soprintendenza regionale per i Beni Archeologici di Salerno, Avellino, Benevento e Caserta di Salerno, alla quale appartiene ancora ufficialmente; il 19 aprile 2002 l'esemplare venne messo in una propria esposizione al Museo Archeologico di Benevento. Todesco fu denunciato per furto e i carabinieri sequestrarono tutta la sua collezione di fossili. Alla presentazione del fossile a Milano, Todesco fu obbligato a non presentarsi. La sentenza di assoluzione dall'accusa di aver trafugato fossili arrivò infine nel 2004, riconoscendo a Todesco di essere «un benemerito della ricerca e salvaguardia dei Beni culturali».

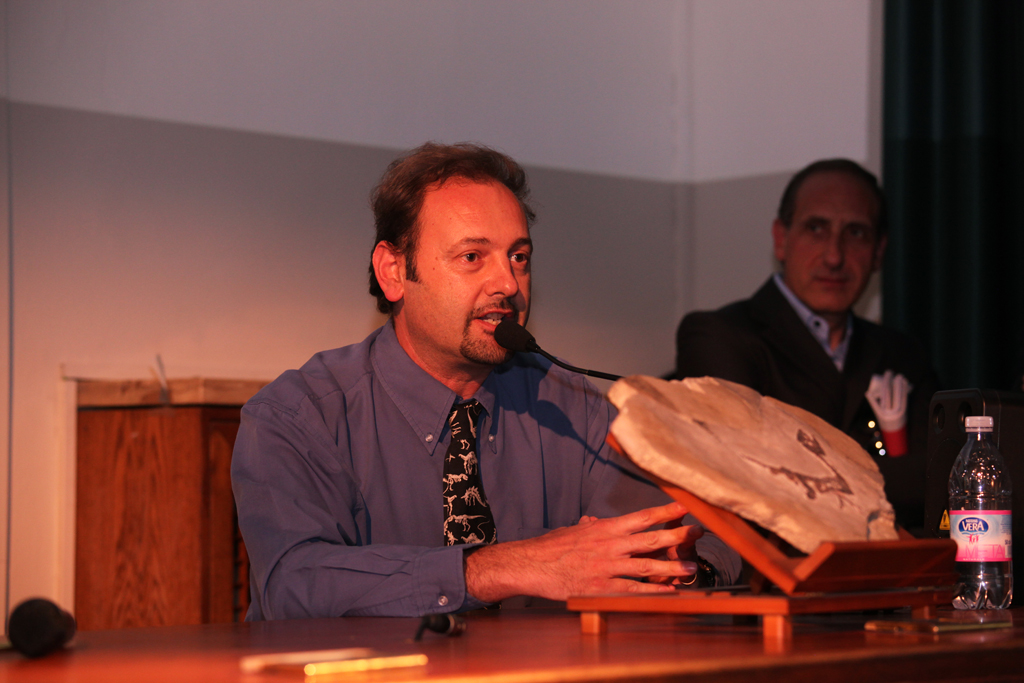
Cristiano Dal Sasso con un calco dell'esemplare tipo, nel 2012

Nel 1993, Teruzzi e Leonardi riportato scientificamente il ritrovamento, generando un notevole interesse mediatico, in quanto si trattava del primissimo dinosauro rinvenuto in Italia. La popolare rivista Oggi soprannominò l'esemplare Ciro, tipico nome da ragazzo napoletano, da un'idea del caporedattore Pino Aprile. Giovanni Todesco avrebbe poi raccontato la sua versione del ritrovamento di Ciro nel libro Due figli e un dinosauro, uscito nel maggio del 2013. Nel 1994, Leonardi pubblicò un articolo più ampio sulla scoperta. Nel 1995, Marco Signore dell'Università degli Studi di Napoli Federico II presentò una tesi con una lunga descrizione dell'esemplare, nominandolo "Dromaeodaimon irene". Ma poiché la tesi non venne mai pubblicata, questo nome è rimasto un nomen ex dissertatione non valido. Nel frattempo, a Salerno, Sergio Rampinelli aveva iniziato un'ulteriore preparazione del fossile, durata trecento ore, rimuovendo la finta coda, sostituendo la colla vinilica con un moderno conservante in resina e portando a termine la pulizia delle ossa. In questa occasione si scoprì che l'esemplare conservava ancora ampie parti di tessuti molli.
Nel 1998, Ciro apparve sulla copertina di Nature, con il suo nome binomiale ufficiale, Scipionyx samniticus, datogli da Marco Signore e Cristiano Dal Sasso. Il nome del genere, Scipionyx, deriva dal nome latino Scipione e dal greco ὄνυξ/onice ossia "artiglio", e significa "artiglio di Scipione". "Scipione" si riferisce sia a Scipione Breislak, il geologo del XVIII secolo che scrisse la prima descrizione della formazione in cui fu ritrovato il fossile, sia a Scipione l'Africano, il famoso console romano che lottò contro Annibale. Il nome specifico, samniticus, significa "Dal Sannio", nome latino della regione intorno a Pietraroja. Durante la descrizione vennero considerati diversi nomi, come "Italosaurus", "Italoraptor" e "Microraptor". Quest'ultimo sarebbe stato utilizzato in futuro per un genere di dromaeosauride "dalle quattro ali" scoperto in Cina pochi anni dopo.
L'olotipo SBA-SA 163760, e unico resto fossile conosciuto di questo genere, risale all'Albiano inferiore, circa 110 milioni di anni, ed è costituito da uno scheletro quasi completo di un individuo giovane, privo solo dell'estremità della coda, delle zampe inferiori e dell'artiglio del secondo dito destro. Il fossile conserva ancora ampie porzioni di tessuti molli, ma non presenta alcun tegumento, come squame o piume. Dal 15 aprile del 2005 un calco dell'olotipo si trova presso il luogo del ritrovamento, al Paleolab, un museo realizzato presso l'area geopaleontologica di Pietraroja e altri al Museo Civico di Storia Naturale di Milano, al Museo di Storia Naturale del Mediterraneo di Livorno e al Centro Didattico Ambientale Vivere i Parchi di Candia Canavese, mentre l'originale è custodito dalla Soprintendenza Archeologica di Salerno, Avellino, Benevento e Caserta.
Data l'eccezionale importanza del ritrovamento, tra il dicembre 2005 e l'ottobre 2008 il fossile è stato oggetto di uno studio approfondito a Milano, sfociando in una monografia di Cristiano Dal Sasso e Simone Maganuco pubblicata nel 2011, contenente la descrizione più ampia di una singola specie di dinosauro mai eseguita.
Nel 2021, il paleontologo italiano Andrea Cau ha informalmente proposto che l'olotipo di Scipionyx rappresenti un pulcino di carcharodontosauro. Successivamente, nel 2024, nella sua rivalutazione dei "compsognathidi", Cau ha recuperato Scipionyx in una politomia con Wiehenvenator, Iberospinus' ed il resto degli Spinosauridae.

## Paleobiologia

### Dieta
L'esemplare tipo fornisce anche informazioni dirette sulla dieta di Scipionyx, in quanto l'eccezionale esemplare conserva ancora i resti di una serie completa di pasti consecutivi, forse tutto ciò che l'animale ha mangiato durante la sua breve vita. Questi confermano ciò che già si poteva già concludere dalle sue affinità filogenetiche e dalla sua costituzione generale: Scipionyx era un predatore di piccoli animali.
Nel tratto esofageo sono presenti circa otto squame e alcuni frammenti ossei. Dal Sasso & Maganuco conclusero che questi non fossero stati ingeriti come elementi sciolti ma fossero i resti di un pasto, in parte rigurgitato dallo stomaco durante gli ultimi spasmi della morte. Nella stessa posizione dello stomaco, è visibile un grappolo di piccole ossa. Queste includono una caviglia con un metatarso largo tre millimetri costituito da cinque metatarsi articolati, una vertebra caudale e l'estremità superiore di un'ulna. Se i resti rappresentano un singolo animale, è probabile che sia un membro di Mesoeucrocodylia o qualche lepidosauro simile ad una lucertola; la taglia sembrerebbe indicare la seconda possibilità. Nel tratto discendente del duodeno sono presenti due grappoli di squame di lucertola e, più in basso, una vertebra di pesce. Il digiuno mostra un grappolo composto da una dozzine di vertebre di pesce, probabilmente appartenute a un membro di Clupeomorpha. Un secondo gruppo di vertebre è stato trovato al confine tra digiuno e ileo. Il tratto finale del retto contiene ancora delle feci in cui sono visibili un pezzo di pelle che mostra diciassette squame di un pesce osteoglossiforme di nove stagioni, a giudicare dalle linee di crescita delle squame.
La posizione di questi elementi all'interno dell'apparato digerente dell'animale, permettono di ricostruire la sequenza in cui questi sono stati ingeriti: prima un pesce lungo dai 4 ai 5 centimetri; poi un pesce più piccolo di 2-3 centimetri; poi una lucertola lunga da 10 a 12 centimetri; un lepidosauro lungo da 15 a 40 centimetri (a seconda dell'identificazione); e infine alcuni vertebrati indeterminati. Insieme rappresentano una dieta variegata che dimostra che Scipionyx era un predatore generalista opportunista. Le lucertole furono probabilmente catturate mentre ancora vive, indicando una certa agilità dell'animale, mentre i pesci furono probabilmente raccolti sulla a costa a seguito di una mareggiata. Se la lucertola ritrovata nello stomaco di Scipionyx fosse stata davvero lunga 40 centimetri, è altamente improbabile che il cucciolo di pari dimensioni fosse stato in grado di sottometterla, indicando forse delle cure parentali.

### Fisiologia
Scipionyx è considerato uno dei vertebrati fossili più importanti mai scoperti, dopo che una lunga e scrupolosa "autopsia" ha rivelato la singolare fossilizzazione di porzioni dei suoi organi interni. Si ritiene che Scipionyx vivesse in una regione ricche di lagune poco profonde. Questi corpi idrici erano carenti di ossigeno, portando all'eccezionale conservazione dell'esemplare di Scipionyx, in modo simile a quella avvenuta per gli esemplari di Archaeopteryx in Germania. Parti della trachea, intestino, fegato, vasi sanguigni, cartilagine, guaine di cheratina, tendini e muscoli si sono fossilizzati nel fine calcare. Il fegato dell'esemplare è stato conservato sotto forma di un alone di ematite rossa, mantenendo la forma che aveva quando l'animale era ancora vivo. Il ritrovamento ha una grande importanza poiché fino alla scoperta di Scipionyx gli studiosi potevano solo ipotizzare in che modo gli organi dei dinosauri potessero essere disposti. L'esemplare olotipo fornisce quindi informazioni dirette uniche sulla fisiologia dei dinosauri non-aviari, in particolare per quanto riguarda la digestione, la respirazione e l'ontogenesi.

#### Digestione
Il tratto digestivo di Scipionyx è generalmente corto e largo. La lunghezza complessiva dell'intestino, inferiore a quanto previsto, indica che Scipionyx fosse in grado di elaborare il cibo in modo molto efficiente. L'efficienza era migliorata dalle visibili pieghe dell'intestino, le plicae circulares, allargando la superficie di assorbimento. Tuttavia, Dal Sasso & Maganuco hanno sottolineato che un breve tratto intestinale non implica necessariamente un periodo di assorbimento più breve; la ritenzione del cibo poteva anche essere prolungata per ottimizzare l'assorbimento dei nutrienti. La maggior parte dei predatori vertebrati esistenti è in grado di estrarre circa il 75% del valore energetico dalla carne delle proprie prede.
Le ossa nella regione dello stomaco di Scipionyx non erano incise dall'acido dello stomaco, il che indica che questo pasto avesse meno di un giorno. È possibile che l'uscita dello stomaco fosse troppo stretta per far passare questi resti e che l'acido fosse usato per estrarre il calcio dalle ossa, un nutriente necessario per un giovane animale in crescita. Nella maggior parte dei vertebrati, il successivo tratto digestivo non è in grado di digerire ulteriormente le ossa, pertanto i resti ossei sarebbero stati successivamente rigurgitati. Tuttavia, la presenza di vertebre nell'intestino suggerisce che l'uscita fosse abbastanza ampia da far passare le ossa, e che i teropodi non-aviari in questo campo, fossero più simili agli attuali Lepidosauromorpha che agli archosauri odierni che rigurgitano le ossa che non sono in grado di digerire. Ciò è confermato anche da un alto contenuto osseo nei coproliti dei grandi teropodi. Il pesce contiene molto calcio ed è possibile che il giovane Scipionyx lo avesse cercato istintivamente. La presenza di pelle nelle feci era prevista, in quanto la pelle non è facilmente digeribile.
Le parti ossee del grande lepidosauro rinvenuto nello stomaco erano state rese più digeribili sminuzzandole in piccoli pezzi. Secondo Dal Sasso & Maganuco il cucciolo non sarebbe stato in grado di smembrare da solo la preda, il che potrebbe essere un indizio a delle estese cure parentali, in quanto è improbabile che l'animale avesse per caso trovato una carcassa ordinatamente fatta in pezzi facilmente inghiottibili, specie la carcassa di un animale facilmente inghiottibile intero da predatori o spazzini.

#### Respirazione
Sebbene la maggior parte del sistema respiratorio non si sia preservata, alcune conclusioni di vasta portata sono state tratte dalle prove indirette disponibili. Nel 1999, John Ruben e.a. ha dedotto che Scipionyx avesse un sistema respiratorio diverso dagli uccelli, e più simile a quello dei coccodrilli, basandosi su un'analisi di immagini del fossile che sembravano indicare la presenza di un diaframma. Il grosso fegato avrebbe diviso completamente la cavità corporea in una sezione anteriore per cuore e polmoni e una sezione posteriore per l'intestino. Ciò avrebbe indicato la presenza di polmoni settati, ventilati da un diaframma epatico-pistone, azionato dal fegato e da un Musculus diaframmaticus, che nel fossile era visibilmente attaccato al pube. Un tale sistema sarebbe un argomento contro l'idea che gli uccelli, i cui polmoni sono ventilati da sacche d'aria, siano teropodi celurosauri, e un'indicazione che i teropodi fossero a sangue freddo.
Le conclusioni di John Ruben, tuttavia, sono state messe in discussione da alcuni scienziati, come Lawrence Witmer. Lo studio del 2011 ha concluso che, siccome il fegato era preservato come un vago alone, che rappresentava fluidi corporei che dopo la morte avrebbero potuto coprire una superficie più ampia degli organi da cui provenivano, le sue esatte dimensioni ed estensione non possono essere determinate. In ogni caso, non è stato possibile osservare direttamente un diaframma o una sua possibile posizione. Anche il fegato di diversi uccelli ha grandi dimensioni, il che dimostra che un tale tratto è compatibile con un sistema respiratorio a sacca d'aria. La piccola cavità presente davanti all'alone sembrava indicare la presenza di piccoli polmoni rigidi simili a quelli degli uccelli. Il presunto M. diaframmaticus è stato dimostrato essere un artefatto causato dalla lucidatura e incisione di noduli di calcite di origine non organica durante la preparazione, creando l'illusione delle fibre muscolari.
Lo spazio vuoto tra le ossa pubiche e l'intestino è stato ipotizzato da G.S. Paul e David Martill come la sede di una grande sacca d'aria. Dal Sasso & Maganuco, tuttavia, respinsero questa interpretazione perché negli uccelli odierni la sacca d'aria dell'addome posteriore non forza l'intestino in avanti. Secondo Dal Sasso & Maganuco, quest'area ospitava più probabilmente un grande sacco vitellino. La presenza di sacche d'aria è comunque probabile data la pneumatizzazione delle vertebre. Vertebre senza pneumatopori avrebbero indicato i confini fra tre sistemi di sacche d'aria: quelli della base del collo, dei polmoni e dell'addome. Le teste a doppia costola indicherebbero un torace piuttosto rigido, ventilato dalle gastralie. Tuttavia, un sistema di processi uncinati sulle costole come nei Maniraptoriformes, che permette alla gabbia toracica di muoversi in modo flessibile, in articolazione con uno sterno ossificato, non è presente in Scipionyx.

#### Crescita
L'olotipo di Scipionyx è un raro esempio di pulcino di teropode non-aviario; altri importanti esempi di esemplari molto giovani sono i pulcini di Byronosaurus che però sono molto meno completi. La giovane età si riflette nelle proporzioni e nel basso grado di ossificazione e fusione di diversi elementi scheletrici. Il tratto giovanile più evidente è la testa relativamente grande e corta rispetto al resto del corpo.
Dal Sasso e Maganuco hanno cercato di determinare l'età assoluta del cucciolo. Il fatto che la fontanella non si fosse ancora chiusa pone un limite massimo di età di circa cinque settimane. Un limite ancora più basso è indicato dalla mancata sostituzione di un dente, che negli archosauri inizia al massimo dopo poche settimane. L'età più precisa è data dalle dimensioni del sacco vitellino, che indica un'età di circa tre giorni, con un limite massimo di una settimana. Nonostante la sua giovanissima età, il piccolo era in grado di camminare, come dimostra la completa ossificazione dell'ileo. Tuttavia, ciò non implica che Scipionyx fosse precoce poiché anche negli uccelli altriciali quest'osso del bacino si ossifica completamente entro pochi giorni dalla schiusa.

## Paleoecologia

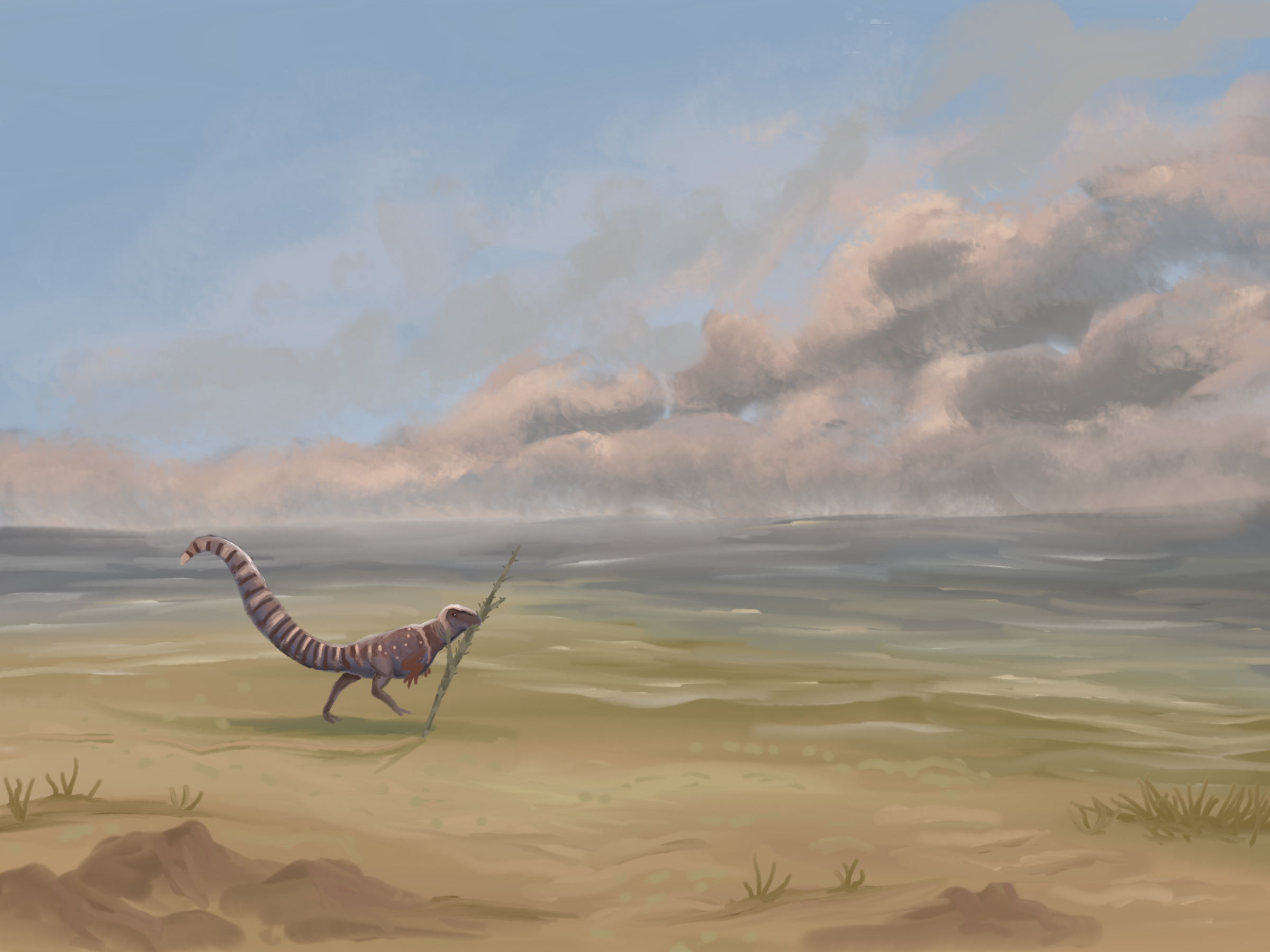
Ricostruzione di uno Scipionyx che gioca con un bastone su una spiaggia

Il luogo in cui è stato rinvenuto l'esemplare di Scipionyx, risale all'Albiano e faceva parte della Placca Adriatica, all'epoca in gran parte ricoperta da un mare poco profondo, il Paratetide. Tuttavia, era presente anche un po' di terraferma, ma non è certo per quanto si estendesse, se si trattassero di isole o facessero parte di una massa di terra più grande. I sedimenti marini del Plattenkalk di Pietraroja si depositarono, probabilmente, in prossimità di un pezzo della piattaforma appenninica, pezzo che forse formava una piccola isola tra l'attuale centro Italia e la Tunisia. Da ciò si è concluso che l'habitat di Scipionyx doveva essere un ambiente insulare o peninsulare, e lo stesso Scipionyx rappresentava uno degli animali più grandi del suo ecosistema.
Tuttavia, esistono anche indicazioni che suggeriscono che questi territori fossero regolarmente interconnessi per formare isole molto più estese, o ponti di terra che consentivano ad animali molto più grandi, come sauropodi e grandi teropodi, di spostarsi tra i vari continenti. Se così fosse, questi animali non si soffermarono a lungo quando la superficie terrestre si frammentò nuovamente, perché non ci sono segni di nanismo insulare, una riduzione delle dimensioni come adattamento alla diminuzione delle risorse in un terreno insulare. Allo stesso modo, lo stesso Scipionyx non è un esempio di nanismo insulare tra i suoi parenti. A causa delle sue piccole dimensioni, Scipionyx non avrebbe avuto problemi a sopravvivere in ambienti insulari dalle risorse limitate. Tuttavia, Dal Sasso & Maganuco non considerano Scipionyx come un residente permanente di queste piccole isole, ma più probabilmente come un immigrato recente arrivato durante un'ondata di dispersione, probabilmente dal Nordafrica. Dal Sasso & Maganuco hanno anche ammesso che ciò era in contrasto con la loro stessa analisi filogenetica, che mostrava Scipionyx era un compsognatide basale, ma sottolinearono che la filogenesi ottenuta era incerta a causa dello stato giovanile dell'esemplare fossile. Tuttavia, sempre più evidenze geologiche e paleontologiche supportano l'ipotesi che per almeno una parte del Mesozoico, i territori italiani fossero in gran parte emersi, e che probabilmente, formassero un promontorio del Nordafrica, con evidenze paleontologiche che mostrerebbero un'ampia estensione di terre emerse che comprendeva almeno parte di Lazio, Campania e Sicilia. Inoltre, la presenza di resti di titanosauri risalenti a quasi lo stesso periodo, e tradizionalmente identificati come casi di nanismo insulare, aggiunge maggiori prove all'idea che questi animali vivessero ed interagirono insieme in una vasta estensione di terraferma, indicando la presenza di una fauna italica durante l'Aptiano-Albiano, analoga alle faune nordafricane dello stesso tempo, e con le quali era probabilmente in connessione diretta.
Gli animali terrestri effettivamente rinvenuti nei giacimenti di Pietraroja sono tutti di piccola taglia, ed includono le lucertole Chometokadmon e Eichstaettisaurus gouldi, un parente del più antico Eichstaettisaurus schroederi di quaranta milioni di anni; il rhynchocephalo Derasmosaurus e l'anfibio Celtedens megacephalus.

### Libri
- Dal Sasso, C., Dinosauri italiani, Milano, Marsilio, 2001 [trad. ingl.: Dinosaurs of Italy, Indiana University Press, 2005].
- Dal Sasso, C. and Signore, M., Exceptional soft tissue preservation in a theropod dinosaur from Italy, "Nature", 392, 1998, pp. 383–387.
- Poling, Jeff, Skippy the dinosaur, "Journal of Dinosaur Paleontology", 1998.
- Cristiano Dal Sasso, Simone Maganuco, Scipionyx samniticus (Theropoda: Compsognathidae) from the Lower Cretaceous of Italy: Osteology, ontogenetic assessment, phylogeny, soft tissue anatomy, taphonomy, and palaeobiology, Memorie della Società italiana di Scienze naturali e del Museo civico di Storia naturale di Milano, Vol XXXVII, Fascicolo I, maggio 2011
- Giovanni Todesco, "Due figli e un dinosauro", Bolzano, Ld, 2013